# Trung Hoa Dân Quốc (1912–1949)
Trung Hoa Dân Quốc (Tiếng Trung: 中華民國; Bính âm: Zhōnghuá Mínguó; Tiếng Anh: Republic Of China) là một quốc gia cộng hòa đã kiểm soát chủ quyền với toàn bộ Trung Quốc từ năm 1912 đến năm 1949, trước khi mất chủ quyền đại lục về phía Cộng hoà Nhân Dân Trung Hoa, phải di dời sang vùng lãnh thổ đảo Đài Loan và trở thành chính quyền của Đài Loan hiện tại.
Năm 1912, Cách mạng Tân Hợi bùng nổ khiến triều đại nhà Thanh do người Mãn Châu lãnh đạo sụp đổ. Cách mạng Tân Hợi lật đổ chế độ quân chủ kéo dài hai nghìn năm tại Trung Quốc, kiến lập nước cộng hòa. Ngày 1 tháng 1 năm 1912, Tôn Trung Sơn thành lập Chính phủ lâm thời tại Nam Kinh, tuyên bố kiến lập Trung Hoa Dân Quốc. Sau Nghị hòa Nam-Bắc, Chính phủ lâm thời dời thủ đô đến Bắc Kinh. Tháng 10 năm 1913, Chính phủ Trung Hoa Dân Quốc chính thức thành lập, song liền bị phân liệt không lâu sau đó. Trải qua Chiến dịch Bắc phạt của Quốc dân Cách mạng quân, Chính phủ Quốc dân Nam Kinh thay thế Chính phủ Bắc Dương vào năm 1928, thống nhất phía đông Trung Quốc trên danh nghĩa, song sau đó lại rơi vào xung đột với Đảng Cộng sản Trung Quốc, các thế lực quân phiệt vũ trang ở các địa phương và Đế quốc Nhật Bản. Từ sau sự kiện tháng 7 năm 1937, Nhật Bản tiến hành xâm lược toàn diện Trung Quốc, tháng 12 cùng năm thủ đô của Trung Hoa Dân Quốc thất thủ, Chính phủ Quốc dân rút đến Trùng Khánh. Tháng 12 năm 1941, Chính phủ Quốc dân chính thức tuyên chiến với Nhật Bản, đến năm 1945 thì giành được thắng lợi. Năm 1947, Chính phủ Quốc dân ban bố hiến pháp, cải tổ thành Chính phủ Trung Hoa Dân Quốc.
Trung Hoa Dân Quốc tồn tại trong thời kỳ 1912-1949, là thời đại phân liệt trong lịch sử Trung Quốc, từ Cách mạng Tân Hợi đến Cách mạng lần hai, Chiến tranh Hộ pháp, Chiến tranh Bắc phạt, Quân phiệt hỗn chiến, Chiến tranh kháng Nhật, Quốc-Cộng nội chiến, chưa khi nào có được hòa bình và thống nhất thực sự. Nhân dân Trung Quốc trong thời kỳ này chịu thương vong lớn do chiến tranh, nạn đói và thiên tai, nạn lạm phát phi mã. Đồng thời, nhiều cường quốc kiểm soát các vùng lãnh thổ Trung Quốc: Nhật Bản chiếm đóng vùng Mãn Châu và nhiều tỉnh thành phía đông Trung Quốc, Liên Xô ủng hộ Ngoại Mông Cổ tách ra độc lập (nay là nước Mông Cổ), Anh Quốc kiểm soát Tây Tạng. Bên trong thì các Quân phiệt cát cứ ở khắp nơi và giao tranh hỗn loạn với nhau. Chính phủ Trung Hoa Dân Quốc về danh nghĩa là nhà nước hợp pháp của toàn Trung Quốc, nhưng thực chất chỉ nắm quyền cai trị chưa đầy một nửa lãnh thổ Trung Quốc.
Sau Chiến tranh thế giới thứ hai, Trung Quốc lấy lại Đài Loan và Bành Hồ từ Nhật Bản. Trung Hoa Dân Quốc cũng tham gia sáng lập Liên Hợp Quốc và là một trong năm thành viên thường trực của Hội đồng Bảo an Liên Hợp Quốc. Trung Hoa Dân Quốc được coi là một cường quốc sau Thế chiến 2 nhưng thực chất nội bộ bên trong đang gặp rối loạn nghiêm trọng.
Năm 1949, Chính phủ Trung Hoa Dân Quốc dưới quyền Trung Quốc Quốc dân Đảng bị lực lượng vũ trang của Đảng Cộng sản Trung Quốc đánh bại trong nội chiến, do đó để mất quyền thống trị tại Trung Quốc đại lục. Ngày 1 tháng 10 cùng năm, Đảng Cộng sản Trung Quốc kiến lập Chính phủ Cộng hòa Nhân dân Trung Hoa tại Bắc Kinh, chính thức nắm quyền trên toàn Trung Quốc đại lục, đến tháng 12 cùng năm thì Chính phủ Trung Hoa Dân Quốc dời đến Đài Bắc, tiếp tục duy trì chủ quyền riêng đối với khu vực đảo Đài Loan, hình thành cục diện chia cắt hai bờ eo biển.

## Lịch sử

### Sơ kỳ kiến quốc

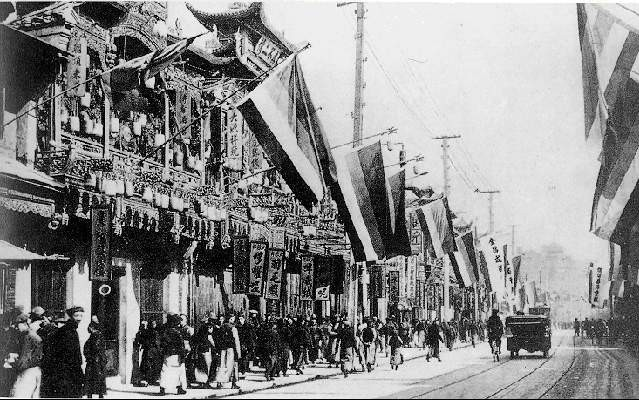
Ngày 1 tháng 1 năm 1912, Ngũ Sắc kỳ được treo trên đường phố Thượng Hải để chúc mừng khởi nghĩa thành công.

Những năm cuối thời Thanh, xã hội Trung Quốc bất ổn, Phong trào Nghĩa Hòa Đoàn bùng phát khiến Liên quân tám nước phát động chiến tranh xâm chiếm Trung Quốc, buộc chính phủ triều đình Thanh phải ký Điều ước Tân Sửu.
Ngày 30 tháng 7 năm 1905, khi Tôn Trung Sơn triệu tập hội nghị trù bị Trung Quốc Đồng Minh hội tại Tokyo, Nhật Bản, trong "Trung Quốc Đồng Minh hội minh thư" có đề xuất cương lĩnh "khu trừ Thác Lỗ (nhà Thanh), khôi phục Trung Hoa, sáng lập dân quốc, bình quân địa quyền". Ông nhận thấy dù các chế độ cộng hòa đại đa số thi hành chế độ dân chủ đại nghị, song để xác lập nguyên tắc phát triển chủ quyền quốc gia thuộc toàn thể quốc dân, và hướng tới tiến hành dân quyền trực tiếp như Thụy Sĩ và Hoa Kỳ đang thực thi, nên mới chọn quốc hiệu là "Trung Hoa Dân Quốc". Ngày 20 tháng 10 năm 1923, Tôn Trung Sơn khi diễn giảng tại Hội Liên Hiệp Thanh niên Toàn quốc Quảng Châu một lần nữa nhấn mạnh Trung Hoa Dân Quốc là để nhân dân làm chủ.
Năm 1908, nhà Thanh ban bố "Khâm định hiến pháp đại cương", tuyên bố "mười năm sau thực thi lập hiến" để đối phó với các tiếng nói cải cách. Ngày 27 tháng 4 năm 1911, Trung Quốc Đồng Minh hội phát động Khởi nghĩa Hoàng Hoa Cương tại Quảng Châu, song bị quân Thanh trấn áp.
Ngày 10 tháng 10 năm 1911, Cộng Tiến hội và Văn học xã phát động Khởi nghĩa Vũ Xương, trong vòng bảy tuần lễ có 15 tỉnh tại Trung Quốc tuyên bố thoát ly triều đình Thanh để độc lập, hình thành Cách mạng Tân Hợi có tính toàn quốc. Những người cách mạng một mặt trù tính tổ chức chính phủ lâm thời, một mặt tiến hành đàm phán với Viên Thế Khải, đến ngày 8 tháng 12 thì đạt được nhận thức chung: Nếu như Viên Thế Khải bức Hoàng đế thoái vị thì ông sẽ được bầu làm đại tổng thống lâm thời trong bối cảnh nội chiến. Ngày 29 tháng 12, tại Nam Kinh đại biểu các tỉnh tuyên bố độc lập bầu Tôn Trung Sơn làm đại tổng thống lâm thời. Cùng ngày, Jebtsundamba Khutuktu đời thứ tám thành lập Hãn quốc Bác Khắc Đa, tuyên bố Ngoại Mông Cổ thoát ly Trung Quốc và độc lập cho đến ngày nay. Tại thủ phủ Lhasa của Tây Tạng phát sinh náo loạn, quan viên và quân đồn trú của triều Thanh Trung Quốc bị xua đuổi, Đạt Lai Lạt Ma thứ 13 từ nơi lưu vong tại Ấn Độ trở về quản lý chính quyền Tây Tạng cho đến năm 1951 thì được Trung Quốc thu hồi trở lại. Ngày 1 tháng 1 năm 1912, Chính phủ lâm thời Trung Hoa Dân Quốc tuyên bố chính thức thành lập, Tôn Trung Sơn tuyên thệ nhậm chức đại tổng thống lâm thời Trung Hoa Dân Quốc.
Ngày 12 tháng 2 năm 1912, Long Dụ thái hậu trước khuyến nghị và bức bách của các đại thần triều đình Thanh như Viên Thế Khải, quyết định thay mặt Phổ Nghi công bố chiếu thư thoái vị, đồng thời trao quyền cho chính Viên Thế Khải lập chính phủ lâm thời, nhà Thanh chính thức diệt vong từ đây
Ngày 15 tháng 2 năm 1912, Viên Thế Khải được bầu làm đại tổng thống lâm thời thứ hai, rồi tuyên thệ nhậm chức tại Bắc Kinh vào ngày 10 tháng 3. Trong tuyển cử nghị viên quốc hội Trung Hoa Dân Quốc lần thứ nhất vào cuối năm 1912, Quốc dân đảng do Tống Giáo Nhân lãnh đạo giành đa số ghế trong lưỡng viện. Ngày 22 tháng 3 năm 1913, Tống Giáo Nhân thiệt mạng do bị ám sát trong khi sắp nhậm chức thủ tướng nội các, chính quyền quốc gia bị phái Bắc Dương quân phiệt gồm Viên Thế Khải kiểm soát. Tháng 7 cùng năm, Tôn Trung Sơn lấy lý do Tống Giáo Nhân bị ám sát và vay nợ quá nhiều, chỉ huy một số tỉnh miền nam phát động Cách mạng Lần thứ hai, song cuối cùng thất bại. Ngày 6 tháng 10 năm 1913, Viên Thế Khải được Quốc hội bầu làm đại tổng thống thứ nhất của Trung Hoa Dân Quốc. Ngày 31 tháng 10, Quốc hội thông qua "dự thảo hiến pháp Thiên Đàn", sử dụng chế độ nội các để hạn chế quyền lực của Viên Thế Khải. Sau đó, Viên Thế Khải dùng tội danh tham dự Cách mạng Lần thứ hai để cấm Quốc dân đảng, đồng thời hạ lệnh giải tán Quốc hội. Ngày 18 tháng 3 năm 1914, Viên Thế Khải triệu tập Quốc dân đại hội sửa đổi "Ước pháp lâm thời" năm 1912, đổi chế độ nội các thành chế độ tổng thống, vào ngày 12 tháng 12 năm 1915 tuyên bố đổi quốc hiệu sang Trung Hoa Đế quốc. Các tướng quân Thái Ngạc, Đường Kế Nghiêu tại Vân Nam lập tức tuyên bố độc lập, đồng thời tổ chức "Hộ quốc quân" thảo phạt Viên Thế Khải. Ngày 22 tháng 3 năm 1916, Viên Thế Khải tuyên bố thủ tiêu chế độ quân chủ nhằm tìm cách duy trì giữ chức vụ tổng thống, song bị Hộ quốc quân cự tuyệt, ngày 6 tháng 6 cùng năm Viên Thế Khải bệnh mất.
Sau thời Viên Thế Khải, chính phủ trung ương thiếu thực lực quản lý thống nhất các địa phương, Trung Quốc tiến vào thời kỳ quân phiệt cát cứ. Thế lực chủ yếu của Quân phiệt Bắc Dương có Hoàn hệ (phái An Huy) do Đoàn Kỳ Thụy đứng đầu, Trực hệ (phái Trực Lệ) do Tào Côn đứng đầu và Phụng hệ (phái Phụng Thiên) do Trương Tác Lâm đứng đầu, họ nhiều lần hỗn chiến nhằm khống chế Chính phủ Bắc Dương. Ngoài ra, còn có các quân phiệt Tấn hệ (phái Sơn Tây) của Diêm Tích Sơn, Tây Bắc quân của Phùng Ngọc Tường, Điền hệ (phái Vân Nam) của Đường Kế Nghiêu và Quế hệ (phái Quảng Tây) của Lục Vinh Đình cát cứ một phương. Năm 1917, Tôn Trung Sơn và Việt hệ (phái Quảng Đông) hợp tác, lập ra Chính phủ Trung Hoa Dân Quốc tại Quảng Châu, phát động Chiến tranh Hộ pháp.
Dù Trung Hoa Dân Quốc là nước chiến thắng trong Chiến tranh thế giới thứ nhất song Chính phủ Bắc Dương tại Hội nghị hòa bình Paris 1919 bị buộc phải trao tô giới của Đế quốc Đức tại Sơn Đông cho Nhật Bản, dẫn đến Phong trào Ngũ Tứ. Phong trào Ngũ Tứ và Phong trào Tân văn hóa tạo ảnh hưởng sâu rộng đối với Trung Quốc, giới trí thức bắt đầu tìm kiếm đường lối cứu quốc mới, chủ nghĩa Marx bắt đầu được hoan nghênh tại Trung Quốc. Ngày 10 tháng 10 năm 1919, Tôn Trung Sơn cải tổ Trung Hoa Cách mạng đảng thành Trung Quốc Quốc dân Đảng. Ngày 23 tháng 7 năm 1921, Đảng Cộng sản Trung Quốc thành lập. Năm 1922, sau khi Phong trào Hộ pháp thất bại, Tôn Trung Sơn chọn chính sách "liên Nga dung Cộng", tiến hành cải tổ Trung Quốc Quốc dân Đảng theo mô hình Đảng Cộng sản Liên Xô, đồng thời phái Tưởng Giới Thạch đến Moskva để tiếp nhận bồi dưỡng và huấn luyện chính trị-quân sự. Liên Xô đồng ý từ bỏ các nhượng địa ở Trung Quốc, và xóa bỏ những điều ước bất bình đẳng giữa Nga hoàng và triều đình Mãn Thanh, hỗ trợ Quốc dân đảng về mọi mặt nhưng Tôn Dật Tiên phải cho Đảng Cộng sản Trung Quốc gia nhập Quốc dân đảng. Tưởng Giới Thạch sau khi từ Liên Xô trở về nước tham dự kiến lập Trường quân sự Hoàng Phố, đồng thời nhậm chức hiệu trưởng, nhờ vậy sau này ông có được sự tín nhiệm và trung thành của các tướng lĩnh cao cấp của Trung Hoa Dân Quốc, những người từng được đào tạo tại Hoàng Phố, với tư cách là học trò của ông.
Quốc dân đảng nhận được viện trợ tài chính, quân sự và các cố vấn Liên Xô do Mikhail Markovich Borodin đứng đầu để thành lập quân đội theo kiểu Liên Xô, đồng thời tổ chức lại Quốc dân đảng theo mô hình của người Bolsevik. Tháng 2 năm 1925, thầy trò Trường quân sự Hoàng Phố đánh tan thế lực Việt hệ quân phiệt. Tháng 7 cùng năm, Đại bản doanh đại nguyên soái lục-hải quân cải tổ thành Chính phủ Quốc dân, Uông Tinh Vệ nhậm chức Chủ tịch Chính phủ Quốc dân; cải tổ 'Hoàng Phố học sinh quân' và bộ đội các địa phương thành Quốc dân Cách mạng quân, Tưởng Giới Thạch nhậm chức tổng tư lệnh. Ngày 9 tháng 7 năm 1926, Quốc dân Cách mạng quân tuyên thệ Bắc phạt tại Quảng Châu. Cùng năm, Tây Bắc quân của Phùng Ngọc Tường, Tấn hệ của Diêm Tích Sơn lần lượt gia nhập Quốc dân Cách mạng quân. Liên Xô cũng cung cấp vũ khí cho cuộc chiến Bắc phạt của Quốc dân đảng. Dù sau này Tưởng Giới Thạch nổi tiếng chống cộng nhưng Liên Xô đã đóng vai trò rất lớn trong sự hình thành quân đội Trung Hoa Dân Quốc, trong việc Quốc dân đảng giành được chính quyền trung ương, cũng như trong sự phát triển của Quốc dân đảng. Đảng Cộng sản Trung Quốc lẫn Quốc dân đảng đều là những bản sao của Đảng Cộng sản Liên Xô. Nhờ cách tổ chức và hoạt động theo nguyên tắc tập trung dân chủ mà Quốc dân đảng có được sức mạnh tổ chức mà các đảng phái khác (trừ Đảng Cộng sản Trung Quốc) và các quân phiệt không có được. Sau này Tưởng Giới Thạch lãnh đạo Trung Quốc theo lối dĩ đảng trị quốc cũng là học từ Liên Xô trước khi Đài Loan cải cách chính trị theo hướng cộng hoà đa nguyên đa đảng, tam quyền phân lập.

### Thời kỳ huấn chính

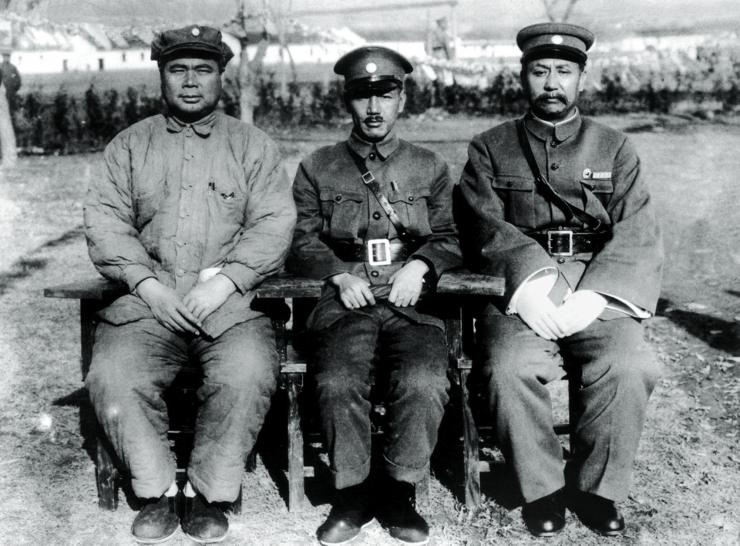
Phùng Ngọc Tường, Tưởng Giới Thạch, Diêm Tích Sơn trước khi bùng phát Đại chiến Trung Nguyên

Ngày 7 tháng 9 năm 1926, quân Bắc phạt công chiếm Hán Khẩu, ngày 8 tháng 11 công chiếm Nam Xương, ngày 11 tháng 11, Chính phủ Quốc dân tại Quảng Châu quyết định dời về phía bắc đến Vũ Hán, Tưởng Giới Thạch thì chủ trương thiên đô đến Nam Xương đang do ông khống chế. Tháng 3 năm 1927, quân Bắc phạt chiếm xong Thượng Hải và Nam Kinh, song giữa thế lực chống cộng do Tưởng Giới Thạch đứng đầu và thế lực dung cộng do Uông Tinh Vệ đứng đầu phát sinh phân liệt. Tưởng Giới Thạch sau thời gian ở Liên Xô đã trở nên căm ghét chủ nghĩa cộng sản. Ông hủy bỏ chính sách Liên minh với Nga của Tôn Trung Sơn. Mâu thuẫn giữa Liên Xô và Trung Hoa Dân Quốc gia tăng tới mức vào tháng 4 năm 1927, Stalin gửi thư cho Đảng Cộng sản Trung Quốc kêu gọi nổi dậy vũ trang. Ngày 6 tháng 4 năm 1927, Stalin tuyên bố Quân đội Quốc dân đảng là kẻ thù và Tưởng phải bị lật đổ. Ngày 12 tháng 4 năm 1927, bùng phát sự kiện Tứ Nhất Nhị tại Thượng Hải khi Tưởng Giới Thạch phát động chính biến tiêu diệt các đảng viên cộng sản, đến ngày 18 tháng 4 ông lập ra Chính phủ Quốc dân riêng tại Nam Kinh. Ngày 15 tháng 7, Uông Tinh Vệ tại Vũ Hán cũng bắt đầu tiêu diệt Đảng viên cộng sản, Quốc-Cộng hợp tác lần thứ nhất do đó kết thúc.
Ngày 1 tháng 8 năm 1927, Đảng Cộng sản Trung Quốc phát động Khởi nghĩa Nam Xương, bắt đầu sử dụng vũ lực đoạt chính quyền, mở màn Quốc-Cộng nội chiến lần thứ nhất kéo dài 10 năm liên tục. Tháng 5 năm 1928, Quốc dân Cách mạng quân tại Tế Nam bị quân đội Nhật Bản đánh chặn gây ra Thảm án Ngũ Tam, phải đi đường vòng để Bắc phạt. Tháng 6 năm 1928, quân Bắc phạt chiếm được Bắc Kinh. Ngày 29 tháng 12 cùng năm, lãnh đạo Phụng hệ là Trương Học Lương đánh điện đến Nam Kinh, tuyên bố tiếp nhận Chính phủ Quốc dân cai quản, đánh dấu thắng lợi của Chính phủ Quốc dân trong Bắc phạt, thống nhất Trung Quốc trên danh nghĩa. Tuy nhiên, không lâu sau giữa trung ương và quân phiệt địa phương bùng phát Trung Nguyên đại chiến, còn xung đột Quốc-Cộng tiếp tục tiến hành.
Năm 1927, sau khi Trung Hoa Dân Quốc định đô tại Nam Kinh, Tưởng Giới Thạch căn cứ theo "Đại cương kiến quốc Chính phủ Quốc dân" do Tôn Trung Sơn đề xuất, thực thi cấu trúc huấn chính lấy Quốc dân đảng làm cốt lõi lãnh đạo quốc gia, tạm thời thi hành chế độ một đảng, đồng thời chế định "Ước pháp thời kỳ huấn chính Trung Hoa Dân Quốc" làm hiến pháp lâm thời. Trong thời kỳ này, Chính phủ Quốc dân có thành tựu trong phát triển quan hệ ngoại giao, giao thông vận tải, tài chính công cộng, sinh hoạt dân sinh, văn hóa, thậm chí do đạt nhiều thành tựu cải cách nên được tán tụng là Thập niên Nam Kinh. Trong đó, Chính phủ liên tục thành lập các cơ cấu như Viện Nghiên cứu Trung ương, Ngân hàng Trung ương, ngoài ra còn thi hành ổn định vật giá, cải cách ngân hàng và thống nhất chế độ tiền tệ, và các chính sách kinh tế-xã hội khác; đồng thời chính phủ mở rộng sản xuất công nghiệp và nông nghiệp, khiến tăng trưởng công nghiệp đạt trên 7,7%. Thời kỳ năm 1932, đoàn đại biểu Trung Hoa Dân Quốc lần đầu tiên được phái tham dự Thế vận hội Mùa hè.

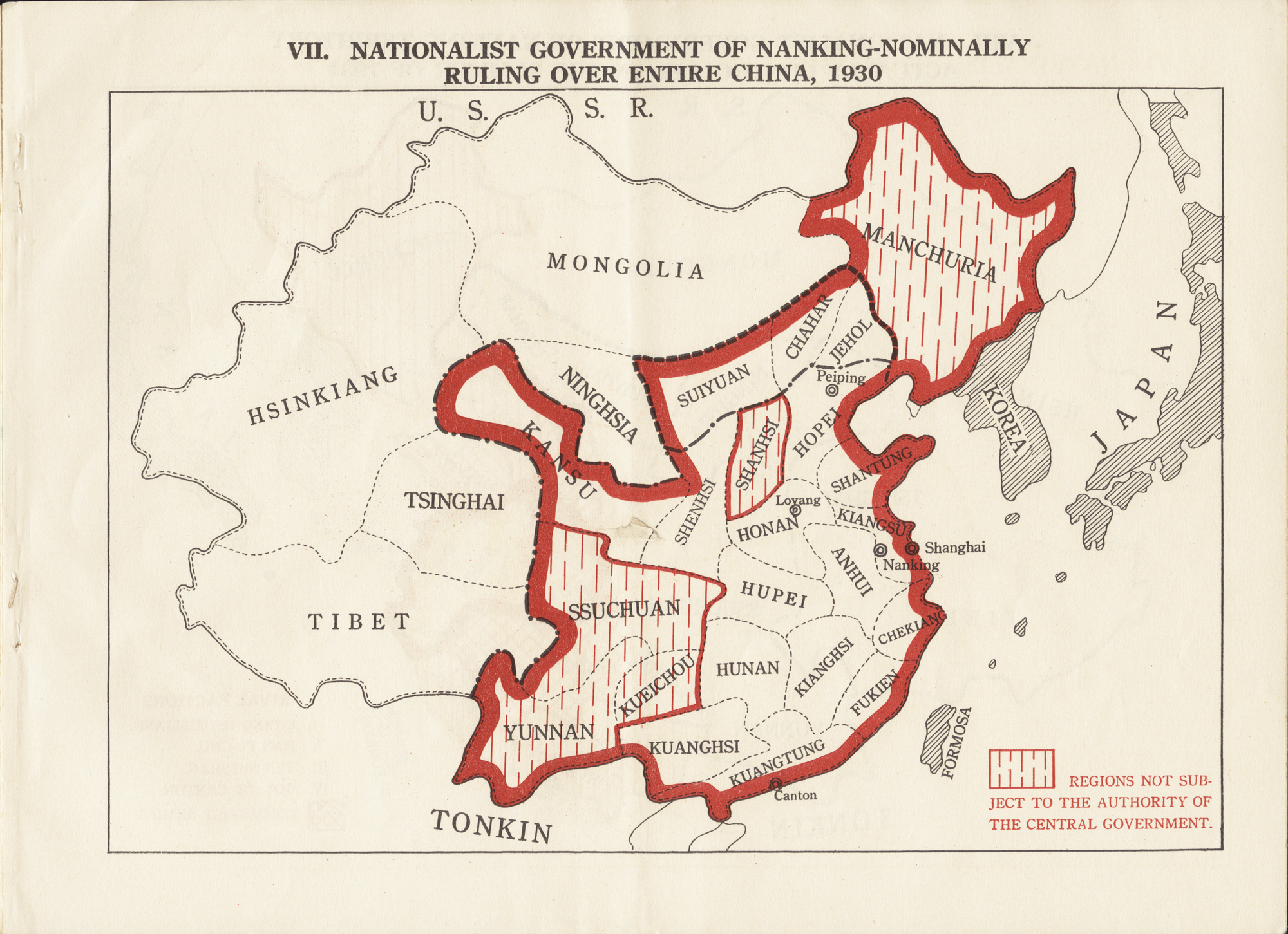
Chính phủ quốc gia của Nam Kinh - thống trị trên toàn bộ Trung Quốc trong những năm 1930

Năm 1931, Đế quốc Nhật Bản phát động Sự biến 28/9 xâm nhập Đông Bắc Trung Quốc đồng thời kiến lập Mãn Châu Quốc, sau đó Nhật Bản không ngừng phát động các hành động đối địch như Chiến dịch Trường Thành, Sự biến Hoa Bắc, song Trung Quốc Quốc dân Đảng lại chọn chính sách ổn định bên trong trước khi dẹp trừ ngoại xâm, một mặt liên tiếp thỏa hiệp với Nhật Bản, một mặt tăng cường diệt cộng. Ngày 12 tháng 12 năm 1936, các tướng lĩnh Quốc dân đảng chủ trương đoàn kết kháng Nhật là Trương Học Lương và Dương Hổ Thành phát động sự biến Tây An, buộc Tưởng Giới Thạch phải đình chỉ diệt cộng, đồng thời tái khởi động hợp tác cùng Đảng Cộng sản Trung Quốc, cùng phản kích Nhật Bản xâm lược. Hồng quân Công-Nông Trung Quốc của Đảng Cộng sản được cải biên thành Bát lộ quân và Tân Tứ quân thuộc Quốc dân Cách mạng quân.

### Kháng chiến và Nội chiến

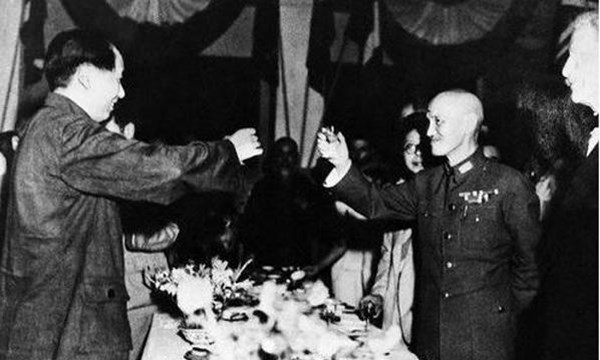
Mao và Tưởng thời kỳ hợp tác Quốc Cộng

Ngày 7 tháng 7 năm 1937, Nhật Bản phát động Sự kiện Lư Câu Kiều, Chiến tranh Trung-Nhật bùng phát toàn diện. Đến tháng 12 cùng năm, thủ đô Nam Kinh của Trung Hoa Dân Quốc thất thủ, Chính phủ Quốc dân triệt thoái đến Trùng Khánh. Thời kỳ Chiến tranh kháng Nhật, Quốc dân Cách mạng quân ước tính có 1,7 triệu người nhập ngũ tác chiến, mặc dù Quốc dân Cách mạng quân ở thế yếu trong suốt chiến tranh do các nhân tố như trang bị và kinh tế, song vẫn cầm chân thành công quân Nhật trên chiến trường Trung Quốc, và giành thắng lợi trong một số chiến dịch. Ngày 7 tháng 12 năm 1941, Nhật Bản tấn công Trân Châu Cảng mở màn Chiến tranh Thái Bình Dương, sang ngày 8 Hoa Kỳ tuyên chiến với Nhật, đến ngày 9 Chính phủ Quốc dân chính thức tuyên chiến với Nhật, gia nhập Đồng Minh, Anh Quốc cũng mở tuyến đường Vân Nam-Miến Điện để vận chuyển cung cấp vật tư. Nhật Bản lần lượt thành lập các chính quyền bù nhìn như Chính phủ Tự trị Liên hiệp Mông Cương, Chính quyền Uông Tinh Vệ, ngày 9 tháng 1 năm 1943 Chính phủ Quốc dân Uông Tinh Vệ tuyên chiến với liên minh Anh-Mỹ. Đầu tháng 8 năm 1945, Hoa Kỳ thả bom nguyên tử xuống Nhật Bản, đồng thời Liên Xô tuyên chiến với Nhật, xuất binh chiếm cứ khu vực Đông Bắc Trung Quốc. Ngày 15 tháng 8 năm 1945, Thiên hoàng Nhật Bản tuyên bố Nhật Bản đầu hàng vô điều kiện, đến ngày 2 tháng 9 cùng năm Nhật Bản ký vào Văn kiện đầu hàng. Ngày 9 tháng 9, Chính phủ Quốc dân tiếp nhận thư đầu hàng của Nhật Bản tại Nam Kinh, đến lúc này Trung Hoa Dân Quốc giành thắng lợi trong Chiến tranh kháng Nhật, đến năm sau dời thủ đô về Nam Kinh. Chính phủ Quốc dân căn cứ theo Tuyên bố Cairo và Tuyên bố Potsdam không chỉ thu hồi lãnh thổ bị Nhật Bản chiếm cứ trong chiến tranh và khu vực Mãn Châu do Nhật Bản khống chế, mà còn tiếp quản Đài Loan và Bành Hồ bị nhà Thanh cắt nhượng cho Nhật Bản. Đồng thời, Chính phủ Quốc dân thông qua đàm phán khiến các quốc gia Âu-Mỹ triệt tiêu các điều ước bất bình đẳng, và cùng với các quốc gia như Anh Quốc và Hoa Kỳ đổi sang ký kết các điều ước bình đẳng.
Bắt đầu từ năm 1945, Quốc dân đảng và Đảng Cộng sản triển khai hòa đàm thành lập chính phủ liên hiệp do Hoa Kỳ làm trung gian. Ngày 25 tháng 12 năm 1946, Quốc dân đại hội lập hiến pháp do Quốc dân đảng khống chế thông qua "Hiến pháp Trung Hoa Dân Quốc", song bị Đảng Cộng sản tẩy chay. Đầu năm 1947, sau khi Hoa Kỳ hòa giải thất bại, Quốc-Cộng nội chiến lần thứ hai bùng phát toàn diện. Đồng thời, Chính phủ Dân quốc có chính sách sai lầm, gây ra lạm phát phi mã, để mất lòng dân. Ngày 28 tháng 2 năm 1947, tại Đài Loan bùng phát sự kiện chống đối Quốc dân đảng. Cuối năm 1947, Chính phủ Quốc dân theo yêu cầu của các giới chính thức ban bố hiến pháp, thực thi hiến chính, đồng thời cải tổ thành Chính phủ Trung Hoa Dân Quốc. Năm 1948, Tưởng Giới Thạch và Lý Tông Nhân được bầu làm tổng thống và phó tổng thống đầu tiên sau khi thi hành hiến pháp, chính thức nhậm chức vào ngày 20 tháng 5 cùng năm. Đảng Cộng sản Trung Quốc bắt đầu triển khai phản công chiến lược Quốc dân đảng, đồng thời đổi tên lực lượng vũ trang của mình thành Quân Giải phóng Nhân dân Trung Quốc, sau ba chiến dịch lớn Đảng Cộng sản Trung Quốc hoàn toàn khống chế khu vực Đông Bắc và khu vực Hoa Bắc.
Cuối tháng 1 năm 1949, Tưởng Giới Thạch tuyên bố từ nhiệm, Lý Tông Nhân tạm thời đảm nhiệm chức vụ tổng thống. Tháng 4 năm 1949, sau khi đàm phán giữa Chính phủ Quốc dân và Đảng Cộng sản Trung Quốc tại Bắc Bình tan vỡ, Quân Giải phóng Nhân dân Trung Quốc phát động chiến dịch vượt Trường Giang, chiếm lĩnh thủ đô Nam Kinh và trung tâm kinh tế Thượng Hải. Quyền tổng thống Lý Tông Nhân của Trung Hoa Dân Quốc nhận thấy đại thế đã mất nên đã bay sang Mỹ qua Hồng Kông, Tưởng Giới Thạch triệt thoái đến khu vực Tây Nam tiếp tục chỉ huy quân đội kháng cự.
Ngày 1 tháng 10 năm 1949, Đảng Cộng sản Trung Quốc thành lập chính phủ nước Cộng hòa Nhân dân Trung Hoa tại Bắc Kinh, đến tháng 12 cùng năm Tưởng Giới Thạch hạ lệnh chính phủ trung ương từ khu vực Tây Nam triệt thoái và phòng thủ khu vực Đài Loan, đồng thời lấy Đài Bắc làm thủ đô lâm thời. Trong quá trình triệt thoái, ngoài việc đem ngoại hối vàng dự trữ đến Đài Loan, rất nhiều binh lính và cư dân Đại lục theo Chính phủ Trung Hoa Dân Quốc rút sang khu vực Đài Loan.

## Chính trị

### Chính phủ trung ương
Chính phủ Trung Hoa Dân Quốc là cơ cấu cai trị quốc gia, lịch sử sớm nhất có thể truy đến Chính phủ Quốc dân Trung Hoa Dân Quốc được triệu tập tại Vũ Xương vào năm 1911, về sau trải qua nhiều lần thay đổi chính quyền như Chính phủ Lâm thời Nam Kinh, Chính phủ Lâm thời Bắc Kinh, Chính phủ Bắc Dương, Chính phủ Quốc dân. Ngay sau Khởi nghĩa Vũ Xương, Phủ đô đốc Quân đội Hồ Bắc Chính phủ quân sự Trung Hoa Dân Quốc được thành lập, Lê Nguyên Hồng nhậm chức đô đốc, đồng thời căn cứ theo "Cách mạng phương lược" của Tôn Trung Sơn, tuyên bố phế trừ niên hiệu Tuyên Thống của triều đình Thanh, đổi quốc hiệu thành Trung Hoa Dân Quốc. Đây là chính phủ quân sự cấp tỉnh đầu tiên của Trung Hoa Dân Quốc.
Ngày 1 tháng 1 năm 1912, Chính phủ Lâm thời Trung Hoa Dân Quốc chính thức thành lập tại Nam Kinh, đây là cơ cấu chính phủ trung ương đầu tiên trong lịch sử Trung Hoa Dân Quốc. Sau khi Ước pháp Lâm thời Trung Hoa Dân Quốc được công bố thi hành, Chính phủ Lâm thời Bắc Kinh kế thừa Chính phủ Lâm thời Nam Kinh, đến ngày 10 tháng 10 năm 1913 Chính phủ Bắc Kinh Trung Hoa Dân Quốc chính thức thành lập. Chính phủ Bắc Dương là chính phủ hợp pháp duy nhất đại diện cho Trung Quốc từ năm 1912 đến năm 1928, nhìn chung có thể phân thành bốn giai đoạn là thời kỳ Viên Thế Khải thống trị từ 1912-1916, thời kỳ Hoàn hệ quân phiệt thống trị từ 1916-1920, thời kỳ Trực hệ quân phiệt thống trị từ 1920-1924, và thời kỳ Phụng hệ quân phiệt thống trị từ 1924-1928. Từ sau Bắc phạt năm 1928, Chính phủ Quốc dân Nam Kinh thay thế Chính phủ Bắc Dương.
Ngày 2 tháng 4 năm 1921, Chính phủ Trung Hoa Dân Quốc (Quảng Châu) được thành lập, Tôn Trung Sơn nhậm chức "đại tổng thống phi thường", lần đầu tiên sử dụng "Thanh Thiên Bạch Nhật Mãn Địa Hồng kỳ" làm quốc kỳ, nhằm phản đối tính hợp pháp của Chính phủ Bắc Dương, đến năm sau do Vận động Hộ pháp lần thứ hai thất bại nên giải thể. Ngày 2 tháng 3 năm 1923, Tôn Trung Sơn về Quảng Châu lập Đại bản doanh Đại nguyên soái Lục-Hải quân, tái lập chính phủ quân sự; đến ngày 1 tháng 7 năm 1925, cải tổ thành Chính phủ Quốc dân Trung Hoa Dân Quốc, sau khi Bắc phạt thành công thay thế Chính phủ Bắc Dương làm chính phủ trung ương và cơ quan hành chính tối cao của Trung Hoa Dân Quốc. Ngày 20 tháng 5 năm 1948, Chính phủ Quốc dân cải tổ thành Chính phủ Trung Hoa Dân Quốc, chức vụ Chủ tịch Chính phủ Quốc dân đổi thành "Tổng thống", duy trì đến nay.
Thời kỳ đầu, nguyên thủ quốc gia của Trung Hoa Dân Quốc gọi là "đại tổng thống Trung Hoa Dân Quốc", sau Bắc phạt thì đổi thành "Chủ tịch Chính phủ Quốc dân"; đến sau khi thi hành hiến pháp năm 1947 thì gọi là "tổng thống Trung Hoa Dân Quốc". Tôn Trung Sơn là đại tổng thống lâm thời đầu tiên của Trung Hoa Dân Quốc, Viên Thế Khải là đại tổng thống chính thức đầu tiên, chủ tịch Chính phủ Quốc dân đầu tiên là Uông Tinh Vệ, tổng thống Trung Hoa Dân Quốc đầu tiên là Tưởng Giới Thạch.

### Quân phiệt cát cứ địa phương
Ngoài khu vực chịu sự khống chế của chính phủ trung ương, trong lãnh thổ Trung Hoa Dân Quốc còn tồn tại rất nhiều chính quyền cát cứ địa phương hoặc thế lực cát cứ, trong đó chính quyền Ngoại Mông Cổ, Tây Tạng, chính quyền Đảng Cộng sản và chính quyền bù nhìn của Nhật Bản từng tuyên bố độc lập.
- Chính quyền Ngoại Mông Cổ
Ngày 29 tháng 12 năm 1911, Jebtsundamba Khutuktu đời thứ tám thành lập Hãn quốc Bác Khắc Đa, tuyên bố thoát ly Trung Quốc để độc lập. Ngày 9 tháng 6 năm 1915, do ký kết "Hiệp ước Trung-Nga-Mông" nên thủ tiêu độc lập, tuyên bố quy thuận Trung Hoa Dân Quốc đồng thời thi hành "tự trị". Năm 1921, Bạch vệ Nga xua đuổi thế lực của Trung Quốc, chính quyền Mông Cổ chính thức khôi phục. Sau khi Jebtsundamba Khutuktu đời thứ tám từ trần vào năm 1924, Mông Cổ vào ngày 26 tháng 11 cùng năm sửa đổi hiến pháp, chính thức chuyển từ chế độ quân chủ lập hiến sang nước Cộng hòa Nhân dân Mông Cổ xã hội chủ nghĩa. Ngày 5 tháng 1 năm 1946, Trung Hoa Dân Quốc chính thức thừa nhận Ngoại Mông Cổ độc lập.
  - Cộng hòa Nhân dân Tuva

Năm 1911, Ngoại Mông Cổ tuyên bố độc lập, Tannu Uriankhai vẫn do Ngoại Mông Cổ thống trị. Sau đó, Nga thừa cơ chiếm lĩnh Tannu Uriankhai, khuyến khích khu vực thoát ly Ngoại Mông Cổ để độc lập. Năm 1914, Tannu Uriankhai tuyên bố độc lập, đổi tên thành Tuva. Sau Cách mạng Nga năm 1917, đến năm 1919 Chính phủ Bắc Dương khôi phục thống trị đối với Ngoại Mông Cổ, bao gồm Tuva. Tháng 1 năm 1920, nước Nga Xô viết tái chiếm Tuva; đến ngày 14 tháng 8 năm 1921, những người Bolshevik Tuva thành lập nước Cộng hòa Nhân dân Tannu-Tuva. Năm 1926, Liên Xô và Mông Cổ ký kết điều ước, đổi tên nước này thành Cộng hòa Nhân dân Tuva, khẳng định tính độc lập của Tuva. Ngày 11 tháng 10 năm 1944, Tuva gia nhập Liên Xô.
- Chính quyền Tây Tạng
Năm 1911, Khởi nghĩa Vũ Xương bùng phát, các tỉnh tại Trung Quốc bản thổ lần lượt tuyên bố thoát ly triều Thanh để độc lập. Tin tức được truyền đến Tây Tạng, dẫn tới náo loạn tại Lhasa. Tháng 12 năm 1912, Đạt Lai Lạt Ma thứ 13 trở về Lhasa từ nơi lưu vong tại Ấn Độ, chính phủ Tây Tạng xua đuổi đại thần và quân đồn trú của triều Thanh, tuyên bố độc lập. Ngày 11 tháng 1 năm 1913, Đạt Lai Lạt Ma thứ 13 phái người ký kết Hiệp ước Mông-Tạng tại Khố Luân, Mông Cổ, thừa nhận độc lập lẫn nhau. Tháng 10 năm 1913, các đại biểu của Tây Tạng, Anh Quốc và Chính phủ Bắc Dương cử hành hội đàm ba bên tại Shimla[106], đến tháng 3 năm 1914, đại biểu của phía Anh là Henry McMahon dùng ủng hộ Tây Tạng độc lập làm điều kiện nhằm đổi lấy việc phía Tây Tạng chấp thuận biên giới theo đường McMahon[107]. Ngày 3 tháng 7 cùng năm, Chính phủ Bắc Dương nhận thấy âm mưu bên trong nên rút khỏi đàm phán, cùng ngày Anh Quốc và Chính phủ Tây Tạng ký kết "Điều ước Shimla"[108]。
- Căn cứ địa Đảng Cộng sản (1927-1949)
Sau khi Quốc-Cộng hợp tác lần thứ nhất tan vỡ năm 1927, Đảng Cộng sản Trung Quốc trước sau lập Căn cứ địa Cách mạng Tỉnh Cương Sơn, nước Cộng hòa Xô viết Trung Hoa, Liên bang Tây Bắc nước Cộng hòa Xô viết Trung Hoa, nước Cộng hòa Nhân dân Xô viết Trung Hoa, nước Cộng hòa Dân chủ Xô viết Trung Hoa... Thời kỳ kháng Nhật từ năm 1937 đến năm 1945, lập nhiều căn cứ địa kháng Nhật tại khu vực bị Nhật Bản chiếm cứ, đến thời kỳ nội chiến lần thứ hai Đảng Cộng sản Trung Quốc gọi khu vực do mình khống chế là khu giải phóng.

- Chính quyền bù nhìn của Nhật Bản
Sau khi Nhật Bản xâm chiếm Trung Quốc, họ sử dụng chính sách chia để trị đối với Trung Quốc, bảo trợ thành lập các chính quyền bù nhìn trung thành với Nhật Bản. Năm 1932, Nhật Bản kết hợp một bộ phận tông thất triều Thanh cùng các tướng lĩnh và quyền quý người Hán tại khu vực Đông Bắc thành lập Mãn Châu Quốc[109], thủ đô đặt tại Tân Kinh. Lãnh thổ bao gồm toàn bộ ba tỉnh Liêu Ninh, Cát Lâm và Hắc Long Giang và miền đông Nội Mông và thành phố Thừa Đức của tỉnh Hà Bắc hiện nay. Tháng 8 năm 1945, sau khi Nhật Bản chiến bại, Phổ Nghi cử hành nghi thức thoái vị[110], Mãn Châu Quốc chính thức diệt vong[111]. Năm 1937, Nhật Bản xâm chiếm toàn diện Trung Quốc, sau đó tại lãnh thổ Trung Quốc còn lập các chính quyền bù nhìn như Chính phủ Tự trị phòng Cộng Ký Đông, Chính phủ Lâm thời Hoa Bắc, Chính phủ Tự trị Liên minh Mông Cổ, Chính phủ Tự trị Tấn Bắc, Chính phủ Tự trị Sát Nam, Chính phủ Duy Tân Trung Hoa Dân Quốc. Năm 1940, các đảng viên Quốc dân đảng quay về phía người Nhật Bản như Uông Tinh Vệ lập ra "Chính phủ Quốc dân Trung Hoa Dân Quốc" tại Nam Kinh[112]:532, Uông Tinh Vệ đảm nhiệm chức vụ quyền chủ tịch của Chính phủ Quốc dân và Viện trưởng Hành chính viện, Chu Phật Hải và Lý Sĩ Quần là các thành viên chủ yếu[113], sử dụng "Thanh Thiên Bạch Nhật Mãn Địa Hồng kỳ" làm quốc kỳ. Ngày 9 tháng 1 năm 1943, Chính phủ Quốc dân Uông Tinh Vệ tuyên chiến với liên quân Anh-Mỹ[114], sau khi Nhật Bản đầu hàng năm 1945 thì giải thể[7].
- Đông Turkestan
Ngày 12 tháng 11 năm 1933, Đệ Nhất Cộng hòa Đông Turkestan thành lập tại khu vực Kashgar, tỉnh Tân Cương, là một nước cộng hòa Hồi giáo; đến ngày 6 tháng 2 năm 1934, bị quân phiệt người Hồi là Mã Bộ Oanh phá hủy. Tháng 8 năm 1944, các khu vực Y Lê, Tháp Thành, A Sơn ở miền bắc Tân Cương bùng phát cách mạng. Elihan Tore thành lập Đệ Nhị Cộng hòa Turkestan với ủng hộ của Liên Xô, thủ đô đặt tại Y Ninh, đến tháng 12 năm 1949 thì kết thúc.[115]

| Danh sách thế lực địa phương (quân phiệt) thời kỳ Trung Hoa Dân Quốc tại Đại lục | Danh sách thế lực địa phương (quân phiệt) thời kỳ Trung Hoa Dân Quốc tại Đại lục | Danh sách thế lực địa phương (quân phiệt) thời kỳ Trung Hoa Dân Quốc tại Đại lục | Danh sách thế lực địa phương (quân phiệt) thời kỳ Trung Hoa Dân Quốc tại Đại lục | Danh sách thế lực địa phương (quân phiệt) thời kỳ Trung Hoa Dân Quốc tại Đại lục         | Danh sách thế lực địa phương (quân phiệt) thời kỳ Trung Hoa Dân Quốc tại Đại lục | Danh sách thế lực địa phương (quân phiệt) thời kỳ Trung Hoa Dân Quốc tại Đại lục |
| Danh xưng                                                                        | Thế lực                                                                          | Thời gian hoạt động                                                              | Căn cứ địa                                                                       | Nhân vật đại biểu                                                                        | Cường quốc trợ giúp                                                              | Bản đồ tình thế                                                                  |
| -------------------------------------------------------------------------------- | -------------------------------------------------------------------------------- | -------------------------------------------------------------------------------- | -------------------------------------------------------------------------------- | ---------------------------------------------------------------------------------------- | -------------------------------------------------------------------------------- | -------------------------------------------------------------------------------- |
| Hoàn hệ                                                                          | Bắc Dương phái                                                                   | 1916-1925                                                                        | An Huy                                                                           | Đoàn Kỳ Thụy, Nghê Tự Xung, Từ Thụ Tranh, Đoàn Chi Quý, Lô Vĩnh Tường                    | Nhật Bản                                                                         |                                                                                  |
| Trực hệ                                                                          | Bắc Dương phái                                                                   | 1917-1926                                                                        | Trực Lệ                                                                          | Phùng Quốc Chương, Tào Côn, Ngô Bội Phu, Tề Tiếp Nguyên, Tôn Truyền Phương               | Hoa Kỳ, Anh Quốc                                                                 |                                                                                  |
| Phụng hệ                                                                         | Bắc Dương phái                                                                   | 1916-1928                                                                        | Phụng Thiên                                                                      | Trương Tác Lâm, Trương Học Lương, Trương Tông Xương                                      | Nhật Bản                                                                         |                                                                                  |
| Tây Bắc quân                                                                     | Bắc Dương phái                                                                   | 1921-1930                                                                        | Thiểm Tây                                                                        | Phùng Ngọc Tường, Hàn Phúc Củ, Tống Triết Nguyên, Dương Hổ Thành                         | Liên Xô                                                                          |                                                                                  |
| Tấn hệ                                                                           | Bắc Dương phái                                                                   | 1911-1949                                                                        | Sơn Tây                                                                          | Diêm Tích Sơn                                                                            | Nhật Bản                                                                         |                                                                                  |
| Xuyên quân                                                                       | Bắc Dương phái                                                                   | 1919-1938                                                                        | Tứ Xuyên                                                                         | Lưu Tương, Lưu Văn Huy, Đặng Tích Hầu, Dương Sâm                                         |                                                                                  |                                                                                  |
| Kiềm quân                                                                        | Bắc Dương phái                                                                   | 1920-1926                                                                        | Quý Châu                                                                         | Viên Tổ Minh, Vương Gia Liệt, Chu Tây Thành, Lưu Hiển Thế, Bành Hán Chương               |                                                                                  |                                                                                  |
| Cựu Quế hệ                                                                       | không                                                                            | 1916-1925                                                                        | Quảng Tây                                                                        | Lục Vinh Đình, Thẩm Hùng Anh                                                             |                                                                                  |                                                                                  |
| Tân Quế hệ                                                                       | Quốc dân đảng                                                                    | 1922-1953                                                                        | Quảng Tây                                                                        | Lý Tông Nhân, Bạch Sùng Hy, Hoàng Thiệu Hoành                                            |                                                                                  |                                                                                  |
| Điền hệ                                                                          | Quốc dân đảng                                                                    | 1916-1927                                                                        | Vân Nam                                                                          | Đường Kế Nghiêu, Long Vân, Lô Hán                                                        | Pháp                                                                             |                                                                                  |
| Tương hệ                                                                         | Quốc dân đảng                                                                    | 1916-1937                                                                        | Hồ Nam                                                                           | Triệu Hằng Dịch, Đường Sinh Trí, Hà Kiện                                                 |                                                                                  |                                                                                  |
| Việt hệ                                                                          | Quốc dân đảng                                                                    | 1920-1925                                                                        | Quảng Đông                                                                       | Trần Quýnh Minh, Long Tế Quang, Trần Minh Xu, Tương Phát Khuê, Trần Tế Đường, Dư Hãn Mưu |                                                                                  |                                                                                  |
| Mã gia quân                                                                      | Hồi giáo                                                                         | 1872-1949                                                                        | Cam Túc                                                                          | Mã An Lương, Mã Đình Hiền                                                                | 无                                                                               |                                                                                  |
| Mã gia quân                                                                      | Hồi giáo                                                                         | 1872-1949                                                                        | Ninh Hạ                                                                          | Mã Hồng Quỳ, Mã Hồng Tân                                                                 | 无                                                                               |                                                                                  |
| Mã gia quân                                                                      | Hồi giáo                                                                         | 1872-1949                                                                        | Thanh Hải                                                                        | Mã Bộ Thanh, Mã Bộ Phương                                                                | 无                                                                               |                                                                                  |
| Tỉnh Tự trị Tân Cương                                                            | không                                                                            | 1933-1944                                                                        | Tân Cương                                                                        | Thịnh Thế Tài                                                                            | Liên Xô                                                                          |                                                                                  |

### Chế độ pháp luật
"Hiến pháp Trung Hoa Dân Quốc" là bộ luật căn bản của quốc gia, dựa trên cơ sở lý luận Chủ nghĩa Tam Dân và Ngũ quyền phân lập của Tôn Trung Sơn. Chủ nghĩa Tam Dân chủ trương chủ nghĩa dân tộc bình đẳng cùng tồn tại giữa các dân tộc và quốc gia, chủ nghĩa dân quyền mà theo đó công dân được thi hành quyền lợi chính trị quản lý chính phủ, và chủ nghĩa dân sinh mà theo đó chính phủ vì nhân dân phục vụ và xây dựng kinh tế-xã hội phồn vinh, do đó "Hiến pháp Trung Hoa Dân Quốc chỉ rõ chế độ là "nước cộng hòa dân chủ của dân, do dân, vì dân". Ngũ quyền hiến pháp xác lập chế độ tư pháp độc lập với các quyền hành chính, quyền lập pháp, quyền khảo thí và quyền giám sát. Ngoài quy định ngũ quyền hiến pháp của thể chế chính phủ trung ương và chế độ chính phủ tự trị địa phương, hiến pháp còn làm rõ quyền hạn giữa chính phủ trung ương và chính phủ địa phương, chọn chế độ bình quyền, các quốc sách cơ bản khác.
Ngày 11 tháng 3 năm 1912, Tôn Trung Sơn công bố "Ước pháp lâm thời Trung Hoa Dân Quốc" để làm pháp luật cơ bản lâm thời của quốc gia, đây là lần đầu tiên trong lịch sử Trung Quốc tư tưởng "chủ quyền tại dân" được đưa vào pháp quy.
Năm 1913, Quốc hội khóa I của Trung Hoa Dân Quốc đề xuất dự thảo hiến pháp (còn gọi là Dự thảo hiến pháp Thiên Đàn). Năm 1914, Viên Thế Khải giải tán quốc hội, đến ngày 1 tháng 5 cùng năm ông công bố "Ước pháp Trung Hoa Dân Quốc" (còn gọi là Ước pháp Viên ký"). Năm 1919, trong thời kỳ Đoàn Kỳ Thụy chấp chính, có đề xuất dự thảo hiến (Dự thảo hiến pháp năm thứ 8). 
Năm 1923, trong thời kỳ Tào Côn nhậm chức đại tổng thống đã công bố "Hiến pháp Trung Hoa Dân Quốc (Hiến pháp Tào Côn). Năm 1925, Đoàn Kỳ Thụy trong thời gian tại nhiệm lần thứ hai lại đề xuất dự thảo hiến pháp (Dự thảo hiến pháp năm thứ 14) Năm 1928, sau khi Quốc dân đảng thống nhất Trung Quốc, vào ngày 3 tháng 10 cùng năm Ủy ban Thường vụ Trung ương của đảng này thông qua "Cương lĩnh huấn chính", vào ngày 5 tháng 5 năm 1931 trong Đại hội đảng thông qua "Ước pháp thời kỳ huấn chính Trung Hoa Dân Quốc". Ngày 5 tháng 5 năm 1936, Chính phủ Quốc dân công bố dự thảo hiến pháp, là tiền thân của Hiến pháp Trung Hoa Dân Quốc hiện nay. Ngày 25 tháng 12 năm 1946, Hiến pháp Trung Hoa Dân Quốc được thông qua, được công bố vào đầu năm 1947 và thi hành từ ngày 25 tháng 12 cùng năm. Từ đó, Trung Hoa Dân Quốc kết thúc thời kỳ huấn chính, chính thức bước vào thời kỳ hiến chính. Tuy nhiên, Quốc-Cộng nội chiến khiến rất nhiều điều khoản mất hiệu lực.
Sau khi Trung Hoa Dân Quốc được thành lập vào năm 1912, Chính phủ Bắc Dương lấy phương thức "trên nguyên tắc kế thừa pháp chế triều Thanh" trong thời kỳ quá độ. Ngày 21 tháng 2 năm 1913, Bộ Tư pháp lệnh cho các tỉnh cải tổ tòa án: tại các tỉnh thành lập tòa án cao đẳng, tại khu hành chính cấp địa khu và thương cảng lập tòa án cấp địa phương, địa phương cấp huyện tòa án sơ cấp". Tháng 10 năm 1927, Chính phủ Quốc dân Nam Kinh công bố "Điều lệ tạm thời tổ chức Tòa án tối cao", thực hiện chế độ bốn cấp và ba lần xét xử. Bốn cấp tức là tại trung ương lập tòa án tối cao, tại địa phương lập tòa án cấp cao, tòa án địa phương, các huyện không lập tòa án địa phương thì lập cơ quan tư pháp. Tháng 10 năm 1932, ban bố quy định tổ chức tòa án, theo đó cơ quan thẩm phán phổ thông trung ương và địa phương, từ bốn cấp giảm còn ba cấp: trung ương lập tòa án tối cao, cấp tỉnh có tòa cao đẳng, cấp huyện có tòa án địa phương.

### Đảng phái chính trị

Thanh Thiên Bạch Nhật kỳ của Trung Quốc Quốc dân Đảng.

Đảng kỳ Đảng Cộng sản Trung Quốc.

Tháng 3 năm 1912, Chính phủ Lâm thời Bắc Kinh ban bố "Ước pháp Lâm thời Trung Hoa Dân Quốc", trong đó quy định: "nhân dân có tự do ngôn luận, sáng tác, lưu hành và tụ họp, lập hội", lần đầu tiên quy định dưới hình thức pháp luật về tự do và quyền lợi lập hội lập đảng, tham gia chính trị của mọi người, tạo hoàn cảnh xã hội thuận lợi để các chính đảng nổi lên. Sau đó, nhóm Chương Bỉnh Lân lập Thống Nhất đảng, Đồng Minh hội cải tổ thành Thể chế Nội chính đảng, các chính đảng đầu thời kỳ Dân quốc xuất hiện như nấm mọc sau mưa. Trong đó, các chính đảng có sức ảnh hưởng khá lớn là: Trung Quốc Tiến bộ Đảng, Trung Quốc Quốc dân Đảng, Trung Quốc Thanh niên Đảng và Trung Quốc Trí công Đảng.
Tháng 8 năm 1912, Tống Giáo Nhân liên hiệp thống nhất Cộng hòa đảng, Quốc dân Cộng tiến đảng, Quốc dân công đảng và Cộng hòa Thực tiến hội thành Quốc dân đảng, mục tiêu là lập nội các theo ước pháp lâm thời, quản lý thực quyền chính trị. Cuối năm 1912, trong tuyển cử Tham nghị viện và Chúng nghị viện của Quốc hội, Quốc dân đảng giành được 45% số ghế của lưỡng viện:112. Tháng 3 năm 1913, Tống Giáo Nhân ám sát thiệt mạng trước khi nhậm chức thủ tướng nội các:86. Tháng 11 cùng năm, Viên Thế Khải xác định Quốc dân đảng là tổ chức phi pháp, hạ lệnh giải tán. Ngày 10 tháng 10 năm 1919, Tôn Trung Sơn cải tổ Trung Hoa Cách mạng đảng thành Trung Quốc Quốc dân Đảng. Năm 1925, Trung Quốc Quốc dân Đảng lập Chính phủ Quốc dân bắt đầu Bắc phạt, đến năm 1928 thì thay thế Chính phủ Bắc Dương, chính thức thống nhất Trung Quốc về danh nghĩa.
Đảng Cộng sản Trung Quốc được thành lập vào ngày 23 tháng 7 năm 1921 tại Nam Hồ, Gia Hưng, Chiết Giang, thời kỳ đầu lập đảng họ hợp tác với Quốc dân đảng "phản đế phản phong kiến". Sau khi Tôn Trung Sơn từ trần vào năm 1925, Quốc-Cộng hợp tác dần bất ổn định. Ngày 12 tháng 4 năm 1927, Tưởng Giới Thạch thực thi "thanh đảng", phái hữu trong Quốc dân đảng chính thức đoạn tuyệt với Đảng Cộng sản Trung Quốc. Ngày 1 tháng 8 năm 1927, Đảng Cộng sản Trung Quốc phát động Khởi nghĩa Nam Xương, ngày 28 tháng 4 năm 1928 Hồng quân của Mao Trạch Đông và Chu Đức hội quân tại Tỉnh Cương Sơn, dần lập khu xô viết tại tại các khu vực giáp giới như miền nam Giang Tây, miền tây Phúc Kiến, trải qua năm lần Quốc dân đảng vây diệt trong giai đoạn 1930-1933, và Trường chinh trong giai đoạn 1934-1936, cuối cùng giành được thắng lợi trong Quốc-Cộng nội chiến, kết thúc thời kỳ thống trị của Trung Quốc Quốc dân Đảng tại Đại lục, lập ra nước Cộng hòa Nhân dân Trung Hoa.
Trung Quốc Thanh niên Đảng được sáng lập tại Paris, Pháp vào năm 1923, từng là chính đảng lớn thứ ba trong lịch sử hiện đại Trung Quốc, vào năm 1949 theo Chính phủ Trung Hoa Dân Quốc dời sang Đài Loan. Trung Quốc Trí Công đảng được thành lập tại San Francisco, Hoa Kỳ vào ngày 10 tháng 10 năm 1925, Trần Quýnh Minh làm chủ tịch, Đường Kế Nghiêu làm phó chủ tịch, hiện là một trong tám đảng phái dân chủ tại Trung Quốc.

## Cương vực
Ước pháp Lâm thời năm 1912 có quy định trong Điều 3 rằng lãnh thổ quốc gia gồm 22 tỉnh, Nội-Ngoại Mông Cổ, Tây Tạng, Thanh Hải. Ước pháp thời kỳ huấn chính năm 1931 có quy định trong điều 1 rằng lãnh thổ quốc gia gồm các tỉnh cùng với Mông Cổ và Tây Tạng. Trong Hiến pháp năm 1947 tại Điều 4 có quy định "lãnh thổ Trung Hoa Dân Quốc căn cứ theo cương vực cố hữu của mình", song không định nghĩa rõ phạm vi. Có thuyết nhận định, Trung Hoa Dân Quốc thời kỳ Đại lục có tổng diện tích là 11.418.194 km², là nước lớn thứ hai trên lục địa thế giới, cương vực xa đến đỉnh Sayan tại Tannu Uriankhai ở phía bắc; phía đông đến nơi hợp lưu của Hắc Long Giang và Ô Tô Lý Giang; phía nam đến đảo Hải Nam; phía tây đến sông Panj thuộc Cao nguyên Pamir.

### Phân cấp hành chính
Năm đầu tiên lập quốc, toàn quốc được phân thành 22 tỉnh cộng với Ngoại Mông Cổ, Nội Mông Cổ, địa phương Thanh Hải, địa phương Tây Tạng. địa khu Altai, Tarbagatai. Ngày 8 tháng 1 năm 1913, Chính phủ Bắc Kinh công bố lệnh xác lập chế độ hành chính gồm ba cấp là tỉnh, đạo, huyện, đơn vị hành chính cấp tỉnh gồm tỉnh, khu hành chính đặc biệt, địa phương và trực hạt thị. Năm 1914, Chính phủ Bắc Dương lập mới bốn khu vực hành chính đặc biệt, bốn địa phương, hai thương cảng cấp tỉnh và ba địa khu Tarbaghatai, Altay, Ili, tổng cộng toàn quốc có 35 đơn vị cấp tỉnh. Tháng 5 năm 1924, thu hồi vùng đất phụ thuộc đường sắt Trung Đông từ Nga, lập khu đặc biệt Đông Tỉnh. Năm 1926, ba địa khu Tarbaghatai, Altay, Ili được nhập vào tỉnh Tân Cương.
Sau khi Chính phủ Quốc dân định đô tại Nam Kinh năm 1927, phế bỏ cấp đạo, lập riêng khu đốc sát hành chính, đổi tên hai tỉnh Trực Lệ và Phụng Thiên là Hà Bắc và Liêu Ninh, nhập địa phương Kinh Triệu vào tỉnh Hà Bắc, chuyển bốn khu hành chính đặc biệt là Nhiệt Hà, Sát Cáp Nhĩ, Tuy Viễn, Xuyên Biên, và địa phương Thanh Hải thành tỉnh, trong đó Xuyên Biên đổi tên thành Tây Khang, lập mới tỉnh Ninh Hạ. Năm 1930, từ nhượng địa thu hồi từ Anh Quốc lập ra khu hành chính Uy Hải Vệ, đồng thời trước sau đặt 9 thành phố đặc biệt là Nam Kinh, Thượng Hải, Bắc Bình, Thiên Tân, Thanh Đảo, Vũ Hán (sau đổi thành Hán Khẩu), Quảng Châu (sau đổi sang thuộc tỉnh, sau thế chiến lại thăng cấp), Tây Kinh (sau đổi sang thuộc tỉnh, sau thế chiến đổi thành Tây An và thăng cấp), Trùng Khánh (đặt trong thời kỳ kháng chiến). Cho đến trước kháng chiến chống Nhật bùng phát, toàn quốc có 38 đơn vị hành chính cấp tỉnh.
Sau khi đại chiến kết thúc vào năm 1945, Trung Hoa Dân Quốc tiếp nhận Đài Loan và Đông Bắc từ Nhật Bản, khu vực Đông Bắc đặt thành 9 tỉnh và ba thành phố, khu hành chính Uy Hải Vệ đổi sang thuộc tỉnh, đồng thời thừa nhận Ngoại Mông Cổ độc lập. Năm 1947, tổng cộng có 35 tỉnh và 12 trực hạt thị, cùng với địa phương Tây Tạng. Năm 1948, đặt khu hành chính đặc biệt Hải Nam tại đảo Hải Nam và các đảo trên Biển Đông.

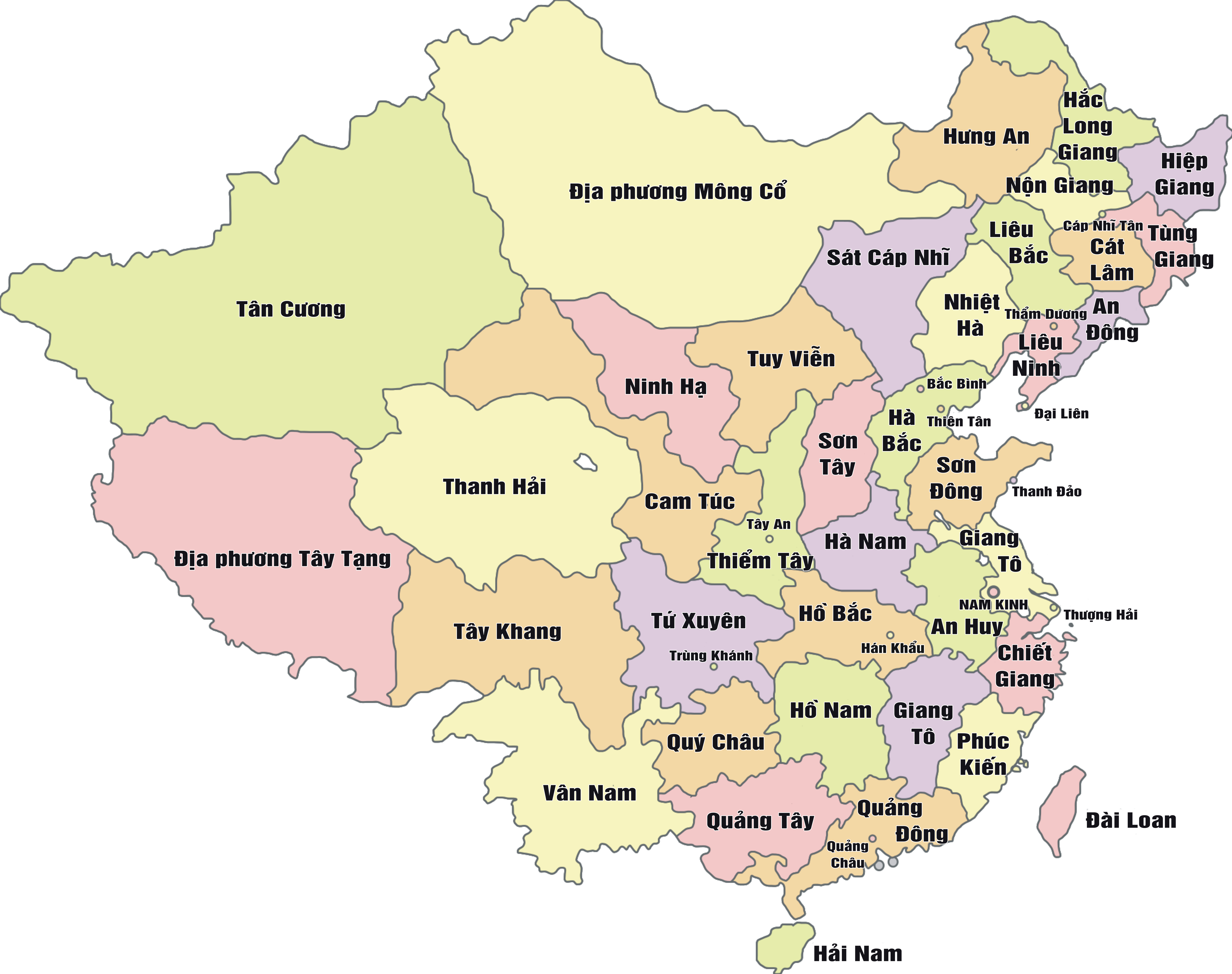
Bản đồ hành chính Trung Hoa Dân Quốc năm 1947.

| Thể loại                | Số lượng | Đơn vị hành chính cấp 1 của Trung Hoa Dân Quốc năm 1914 |
| ----------------------- | -------- | --- |
| Tỉnh                    | 22       | Trực Lệ · Phụng Thiên · Cát Lâm · Hắc Long Giang · Sơn Đông · Hà Nam · Sơn Tây · Giang Tô · An Huy · Giang Tây · Phúc Kiến · Chiết Giang · Hồ Bắc · Hồ Nam · Thiểm Tây · Cam Túc · Tân Cương · Tứ Xuyên · Quảng Đông · Quảng Tây · Vân Nam · Quý Châu |
| Thương cảng             | 2        | Giao Áo · Tùng Hỗ |
| Đặc khu                 | 4        | Xuyên Biên · Nhiệt Hà · Sát Cáp Nhĩ · Tuy Viễn |
| Địa phương              | 4        | Tây Tạng · Mông Cổ · Thanh Hải · Kinh Triệu |
| Địa khu                 | 3        | Altai · Tarbaghatai · Ili |
| Thể loại                | Số lượng | Đơn vị hành chính cấp 1 của Trung Hoa Dân Quốc năm 1931 |
| Tỉnh                    | 28       | Giang Tô · Chiết Giang · An Huy · Giang Tây · Hồ Bắc · Hồ Nam · Tứ Xuyên · Tây Khang · Phúc Kiến · Quảng Đông · Quảng Tây · Vân Nam · Quý Châu · Hà Bắc · Sơn Đông · Hà Nam · Sơn Tây · Thiểm Tây · Cam Túc · Ninh Hạ · Thanh Hải · Tuy Viễn · Sát Cáp Nhĩ · Nhiệt Hà · Liêu Ninh · Cát Lâm · Hắc Long Giang · Tân Cương                                                                                 |
| Trực hạt thị            | 6        | Nam Kinh · Thượng Hải · Bắc Bình · Thanh Đảo · Thiên Tân · Hán Khẩu |
| Khu hành chính          | 2        | Uy Hải Vệ · Đông Tỉnh |
| Địa phương              | 2        | Tây Tạng · Mông Cổ |
| Thể loại                | Số lượng | Đơn vị hành chính cấp 1 của Trung Hoa Dân Quốc trước khi dời đến Đài Loan năm 1949 |
| Tỉnh                    | 35       | Giang Tô · Chiết Giang · An Huy · Giang Tây · Hồ Bắc · Hồ Nam · Tứ Xuyên · Tây Khang · Phúc Kiến · Đài Loan · Quảng Đông · Quảng Tây · Vân Nam · Quý Châu · Hà Bắc · Sơn Đông · Hà Nam · Sơn Tây · Thiểm Tây · Cam Túc · Ninh Hạ · Thanh Hải · Tuy Viễn · Sát Cáp Nhĩ · Nhiệt Hà · Liêu Ninh · An Đông · Liêu Bắc · Cát Lâm · Tùng Giang · Hiệp Giang · Hắc Long Giang · Nộn Giang · Hưng An · Tân Cương |
| Viện hạt thị            | 12       | Nam Kinh · Thượng Hải · Bắc Bình · Thanh Đảo · Thiên Tân · Trùng Khánh · Đại Liên · Cáp Nhĩ Tân · Hán Khẩu · Quảng Châu · Tây An · Thẩm Dương |
| Khu hành chính đặc biệt | 1        | Hải Nam |
| Địa phương              | 1        | Tây Tạng |

### Thay đổi thủ đô
Chính phủ Lâm thời Trung Hoa Dân Quốc thành lập tại Nam Kinh, sau Nghị hòa Nam-Bắc thì dời đến Bắc Kinh. Sau đó, Chính phủ Lâm thời và Chính phủ Bắc Dương đều đặt thủ đô quốc gia tại Bắc Kinh. Năm 1928, Chính phủ Quốc dân hoàn thành Bắc phạt, quyết định định đô tại Nam Kinh, đồng thời Điều 5 trong "Ước pháp thời kỳ huấn chính Trung Hoa Dân Quốc" có quy định rõ rằng đặt quốc đô tại Nam Kinh. Tháng 7 năm 1937, Chiến tranh kháng Nhật bùng phát toàn diện, ngày 21 tháng 11 cùng năm Chính phủ Quốc dân tuyên bố dời cơ cấu chính phủ trung ương từ Nam Kinh đến Trùng Khánh. Trung tâm tác chiến quân sự trước được dời đến Vũ Hán, sau khi Hội chiến Vũ Hán bùng phát thì dời đến Trùng Khánh. Sau khi kháng chiến thắng lợi, Chính phủ Quốc dân ban bố "lệnh hoàn đô", tuyên bố ngày 5 tháng 5 năm 1946 "khải toàn Nam Kinh". Trong Quốc-Cộng nội chiến, thủ đô Trung Hoa Dân Quốc nhiều lần di dời, cuối cùng đến tháng 12 năm 1949 được dời đến Đài Bắc.

### Thành thị chủ yếu

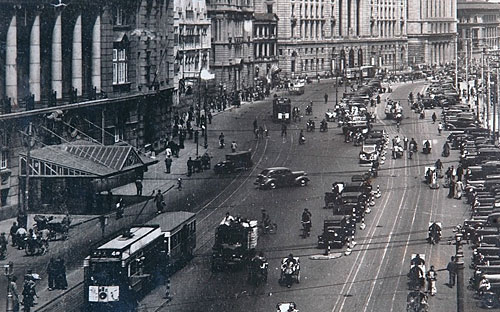
Bến Thượng Hải thập niên 1930

Thời kỳ đầu kiến quốc, Trung Hoa Dân Quốc đổi "phủ" trước đó thành huyện, đương thời từng có một số huyện xúc tiến chế độ đô thị, song đều bị Chính phủ Bắc Dương ngăn chặn. Tháng 2 năm 1921, Chính phủ quân sự Trung Hoa Dân Quốc đổi Quảng Châu thành "thị" (thành phố), mở đầu trào lưu các địa phương toàn quốc thi hành chế độ đô thị. Ngày 3 tháng 7 cùng năm, Chính phủ Bắc Dương ban bố "chế độ tự trị đô thị", phân đô thị thành hai loại là thành phố đặc biệt và thành phố phổ thông, toàn quốc tổng cộng có sáu thành phố đặc biệt là Kinh Đô, Tân Cô (nay là Nam Kinh), Tùng Hỗ (nay là Thượng Hải), Thanh Đảo, Cáp Nhĩ Tân, Hán Khẩu (nay là Vũ Hán). Năm 1930, Chính phủ Quốc dân ra "pháp lệnh tổ chức thành phố", phân ra thành "tỉnh hạt thị" và "viện hạt thị". "Tỉnh hạt thị" đồng cấp với các huyện, "viện hạt thị" đồng cấp với các tỉnh, yêu cầu nhân khẩu cần vượt quá một triệu, song cũng có ngoại lệ. Sau khi công bố Hiến pháp Trung Hoa Dân Quốc, "viện hạt thị" đổi sang gọi là "trực hạt thị". Năm 1949, toàn quốc tổng cộng có 12 trực hạt thị：
| Biên hiệu | Khu hành chính | Giản xưng | Năm thành lập | Diện tích (km²) | Nhân khẩu (1948) | Khu vực  |    | Biên hiệu   | Khu hành chính | Giản xưng | Năm thành lập | Diện tích (km²) | Nhân khẩu (1948) | Khu vực |
| 51        | Nam Kinh       | Kinh      | 1927          | 465             | 1.030.572        | Hoa Đông | 57 | Đại Liên    |                | 1945      | 149           | 722.950         | Đông Bắc         |         |
| 52        | Thượng Hải     | Hỗ        | 1927          | 494             | 4.300.630        | Hoa Đông | 58 | Cáp Nhĩ Tân |                | 1946      | 803           | 637.573         | Đông Bắc         |         |
| 53        | Bắc Bình       | Bình      | 1928          | 716             | 1.672.438        | Hoa Bắc  | 59 | Hán Khẩu    | Hán            | 1927      | 133           | 641.513         | Hoa Trung        |         |
| 54        | Thanh Đảo      | Thanh     | 1929          | 950             | 759.057          | Hoa Bắc  | 60 | Quảng Châu  | Tuệ            | 1947      | 252           | 960.712         | Hoa Nam          |         |
| 55        | Thiên Tân      | Tân       | 1928          | 185             | 1.707.670        | Hoa Bắc  | 61 | Tây An      |                | 1948      | 207           | 502.988         | Tây Bắc          |         |
| 56        | Trùng Khánh    | Du        | 1939          | 328             | 1.002.787        | Tây Nam  | 62 | Thẩm Dương  |                | 1947      | 262           | 1.094.804       | Đông Bắc         |         |

Ghi chú: Quảng Châu, Tây An, Thẩm Dương còn đóng vai trò là tỉnh lỵ, Quảng Châu vào năm 1930 được thăng làm trực hạt thị, sau lại bị giáng cấp.

## Ngoại giao

### Chính phủ Bắc Dương

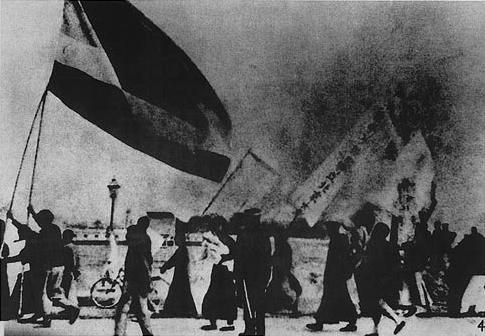
Một hành động thị uy của sinh viên Bắc Kinh trong Phong trào Ngũ Tứ

Sau Cách mạng Tân Hợi lật đổ triều đại Thanh, Trung Quốc rơi vào tình trạng cát cứ địa phương và hỗn chiến quân phiệt. Năm 1913, nhằm đổi lấy viện trợ và thừa nhận của Nga cho Chính phủ Bắc Dương, Viên Thế Khải ký kết "Hiệp ước Trung-Nga-Mông". Từ đó, thế lực người Nga xâm nhập Ngoại Mông Cổ. Cùng năm, Chính phủ Bắc Dương nhằm giải quyết vấn đề quốc khố trống rỗng nên đã vay từ tổ chức ngân hàng của năm quốc gia Anh, Pháp, Đức, Nga, Nhật tổng cộng 25 triệu bảng, đồng thời đồng ý lấy thuế muối, thuế hải quan để thế chấp, giao công việc quản lý muối cho người ngoài quản lý, bị nhìn nhận là làm mất chủ quyền, quốc gia chịu nhục. Ngày 29 tháng 5 năm 1914, Nhật Bản gây áp lực khiến Viên Thế Khải ký kết "Biện pháp thi hành giảm thuế vận chuyển hàng hóa Trung-Nhật giữa Nam Mãn Châu và Triều Tiên", thương nghiệp khu vực Đông Bắc do đó bị người Nhật lũng đoạn. Sau Cách mạng Thứ hai, Viên Thế Khải sợ Nhật Bản viện trợ cho Tôn Trung Sơn, do đó đặc phái hai nhân vật là Tôn Bảo Kỳ, Lý Thịnh Đạc sang Nhật Bản điều đình, Nhật Bản nhân cơ hội này đề xuất quyền xây dựng năm tuyến đường sắt tại Đông Bắc làm yêu sách. Tháng 7 năm 1914, Chiến tranh thế giới thứ nhất bùng phát, tháng 9 cùng năm Nhật Bản tuyên chiến với Đức. Lúc đầu, Viên Thế Khải tuyên bố Trung Quốc trung lập, đồng thời cấm chỉ Đức và Nhật giao chiến trên lãnh thổ Trung Quốc, song do bị Nhật Bản uy hiếp nên sau đó phải thừa nhận miền đông tỉnh Sơn Đông là khu vực giao chiến. Sau khi quân đội Nhật Bản đổ bộ tại Sơn Đông, họ không tập trung binh lực tiến công quân Đức mà hướng về phía tây chiếm lĩnh toàn tuyến đường sắt Sơn Đông từ Thanh Đảo đến Tế Nam. Đương thời, Trung Quốc bị cô lập và không có viện trợ, Anh và Nga đều ngầm chấp thuận Nhật Bản xâm nhập Trung Quốc, Hoa Kỳ dù đồng tình với Trung Quốc song không muốn đối lập với Nhật Bản:108-109. Ngày 7 tháng 1 năm 1915, Chính phủ Bắc Dương yêu cầu quân Nhật triệt thoái về nước, hoặc tạm thời lưu trú tại Thanh Đảo. Nhật Bản thấy các quốc gia Âu Mỹ không rảnh để chú ý đến Viễn Đông, lại thấy được dã tâm xưng đế của Viên Thế Khải, ngày 8 tháng 1 công sứ Nhật Bản tại Trung Quốc đề xuất Yêu cầu 21 điều với Viên Thế Khải, quân Nhật chiếm lĩnh Thanh Đảo cho đến năm 1922. Ngày 14 tháng 3 năm 1917, Trung Quốc và Đức đoạn tuyệt quan hệ, ngày 14 tháng 8 cùng năm Chính phủ Bắc Kinh ban bố "Bố cáo Đại tổng thống" của Phùng Quốc Chương, chính thức tuyên chiến với Đức, Áo. Ngày 15 tháng 9 năm 1919, Trung Quốc tuyên bố kết thúc chiến tranh với Đức, song Trung Quốc với tư cách nước chiến thắng lại không bảo vệ lợi ích quốc gia tại Hội nghị hòa bình Paris, Trung Quốc yêu cầu thu hồi chủ quyền bán đảo Sơn Đông bị Đức cưỡng chiếm, song Anh, Pháp, Ý lại chuyển lợi ích của Đức cho Nhật Bản, dẫn tới Phong trào Ngũ Tứ. Đại biểu Trung Quốc chỉ có thể cự tuyệt ký kết hòa ước để kháng nghị.

### Chính phủ Quốc dân

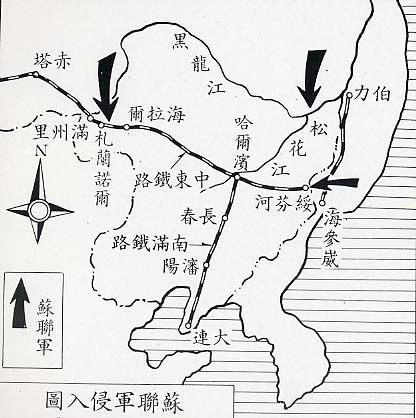
Liên Xô xâm nhập Đông Bắc Trung Quốc năm 1929

Tháng 5 năm 1928, Nhật Bản cố ý gây ra Thảm án Tế Nam, sau đó phía Nhật phủ nhận tàn sát quân dân Trung Quốc, ngược lại còn yêu cầu Chính phủ Quốc dân (Nam Kinh) tạ lỗi, bồi thường, trừng trị hung thủ. Ngày 10 tháng 5, Chính phủ Nam Kinh phái Ngũ Triều Xu lập tức sang Hoa Kỳ cầu viện. Ngày 11 tháng 5, quân Nhật công chiếm Tế Nam . Ngày 15 tháng 5, Hoa Kỳ công khai biểu thị không bằng lòng với Nhật Bản. Đến tháng 3 năm sau, sau khi Chính phủ Quốc dân (Nam Kinh) và Chính phủ Nhật Bản ký kết hiệp định, quân Nhật rút khỏi Tế Nam. Tháng 6 năm 1928, Bộ trưởng Ngoại giao Chính phủ Nam Kinh là Vương Chính Đình phát động "cách mạng ngoại giao" với trung tâm là sửa đổi các điều ước bất bình đẳng, bao gồm khôi phục quyền tự chủ thuế quan, hủy bỏ đặc quyền miễn trừ của công dân ngoại quốc, thu hồi tô giới, thu hồi tô tá địa, cùng với thu hồi quyền lợi đường sắt, quyền đường thủy nội địa, quyền mậu dịch duyên hải. Tháng 7 năm 1929, người mới tiếp quản cai trị Đông Bắc là Trương Học Lương tích cực hưởng ứng, quyết tâm thu hồi đường sắt Trung Đông do Liên Xô khống chế, bắt đầu trục xuất viên chức Liên Xô tại đường sắt Trung Đông, niêm phong cơ cấu thương nghiệp của Liên Xô tại Cáp Nhĩ Tân, khiến Chính phủ Liên Xô tuyên bố đoạn tuyệt quan hệ ngoại giao với Chính phủ Quốc dân (Nam Kinh). Ngày 14 tháng 8 năm 1929, Liên Xô bắt đầu tấn công phía Trung Quốc ven tuyến đường sắt Trung Đông, quân đội Trung Quốc chịu tổn thất to lớn. Ngày 26 tháng 11 năm 1929, Trương Học Lương đành yêu cầu đình chiến, đồng thời vào ngày 26 tháng 11 năm 1929 ký kết "Nghị định thư Hội nghị Khabarovsk Xô-Trung, khôi phục hoàn toàn quyền lợi của Liên Xô trên đường sắt Trung Đông như trước ngày 10 tháng 7 năm 1929.
Kể từ sự kiện ngày 18 tháng 9 năm 1931, Nhật Bản xâm nhập Đông Bắc Trung Quốc, Chính phủ Quốc dân một mặt đề xuất "kháng nghị nghiêm trọng" với Nhật Bản, một mặt tố cáo đến Hội Quốc Liên, thỉnh cầu tổ chức này chủ trì công lý. Ngày 23 tháng 9, Chính phủ Quốc dân gửi công hàm về sự việc cho chính phủ Hoa Kỳ, hy vọng phía Mỹ quan tâm sâu sắc". Tháng 3 năm 1932, Mãn Châu Quốc thành lập. Tháng 7 năm 1937, Sự kiện Lư Câu Kiều bùng phát, Nhật Bản xâm lược toàn diện Trung Quốc. Ngày 7 tháng 12 năm 1941, Nhật Bản tấn công Trân Châu Cảng, đến ngày 8 Hoa Kỳ tuyên chiến với Nhật Bản, Chiến tranh Thái Bình Dương bùng phát. Ngày 9 cùng tháng, Chính phủ Quốc dân tuyên chiến với Đức, Ý, Nhật, gia nhập Đồng Minh. Năm 1943, ba quốc gia Trung-Mỹ-Anh liên hiệp ban bố "Tuyên bố Cairo", yêu cầu "các lãnh thổ của Trung Quốc bị Nhật Bản cướp đoạt, như bốn tỉnh Đông Bắc, Đài Loan, Bành hồ, sẽ được trả lại cho Trung Quốc". Sau khi kết thúc Chiến tranh thế giới thứ hai, Trung Hoa Dân Quốc trở thành quốc gia chiến thắng, thu hồi Đông Bắc và Đài Loan, Bành Hồ, tham gia sáng lập Liên Hợp Quốc, đồng thời do cống hiến trong chiến tranh chống Nhật nên được làm một trong năm ủy viên thường trực của Hội đồng Bảo an.
Ngày 14 tháng 8 năm 1945, Trung Hoa Dân Quốc và Liên Xô ký kết "Điều ước đồng minh hữu hảo Trung-Xô", đồng ý sau khi Liên Xô xuất binh đánh bại Nhật Bản, với điều kiện Liên Xô tôn trọng chủ quyền và toàn vẹn lãnh thổ của Trung Quốc tại Đông Bắc, không can thiệp nội bộ tại Tân Cương, Trung Hoa Dân Quốc sẽ quyết định về việc thừa nhận nước Cộng hòa Nhân dân Mông Cổ dựa trên kết quả công dân đầu phiếu công bằng. Ngày 20 tháng 10 năm 1945, Ngoại Mông Cổ tiến hành trưng cầu dân ý, kết quả 97% số phiếu tán thành Ngoại Mông Cổ độc lập. Ngày 5 tháng 1 năm 1946, Trung Hoa Dân Quốc chính thức thừa nhận Ngoại Mông Cổ độc lập.

## Quân sự

### Lực lượng vũ trang

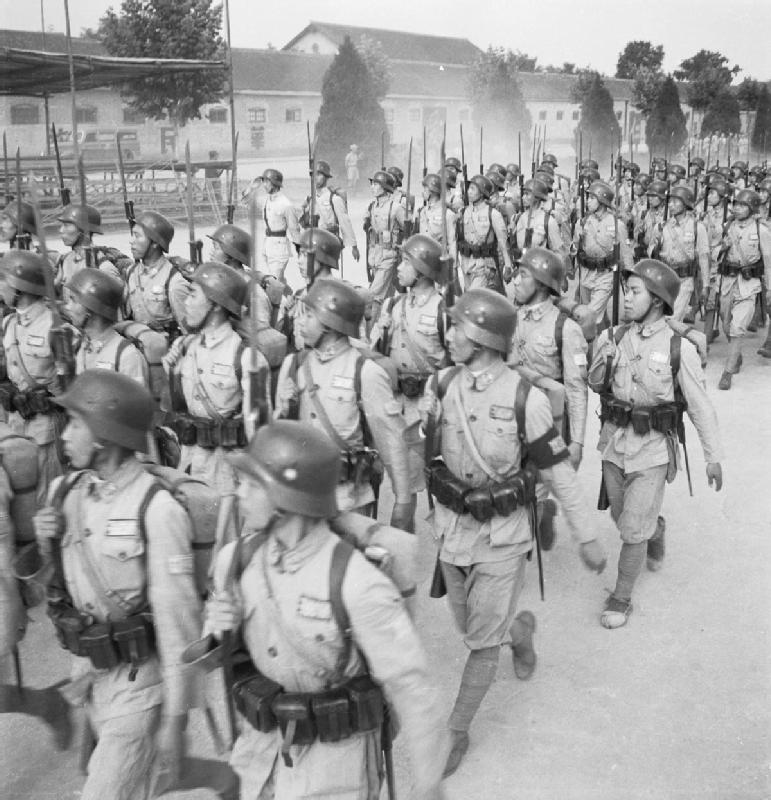
Quốc dân Cách mạng quân với trang bị kiểu Đức.

Thời kỳ đầu Dân quốc (1913-1927), Bắc Dương tân quân do Viên Thế Khải sáng lập là lực lượng chủ yếu của Lục quân Trung Hoa Dân Quốc. Các tướng lĩnh chủ yếu của lực lượng này hùng bá một phương, tại các địa phương tiến hành cát cứ quân phiệt, phân chia phạm vi thế lực. Đến năm 1924, Trung Quốc Quốc dân Đảng học tập mô hình chế độ quân sự của Đảng Cộng sản Liên Xô để lập ra Quốc dân Cách mạng quân, là lực lượng vũ trang quốc gia từ sau Bắc phạt đến khi thi hành hiến pháp, cũng là tiền thân của Quốc quân Trung Hoa Dân Quốc. Đồng thời, Đảng Cộng sản Trung Quốc cũng phát triển thế lực vũ trang lãnh đạo thời kỳ đầu của họ trong Quốc dân Cách mạng quân. Tháng 4 năm 1928, lực lượng tiến hành Khởi nghĩa Nam Xương do Chu Đức lãnh đạo và lực lượng tiến hành Khởi nghĩa Thu Thu do Mao Trạch Đông lãnh đạo hội quân tại tỉnh Cương Sơn, hình thành Quân đoàn số 4 Quân Cách mạng Công nông Trung Quốc. Quân Cách mạng Công nông Trung Quốc sau đổi sang gọi là Hồng quân, Hồng quân Công nông Trung Quốc. Sau khi Chiến tranh kháng Nhật bùng phát, Hồng quân công nông Trung Quốc được cải biên thành Bát lộ quân và Tân tứ quân, trên danh nghĩa là lực lượng thuộc Quốc dân Cách mạng quân. Sau khi đại chién kết thúc, do Quốc-Cộng hợp tác tan vỡ nên đổi sang gọi là Quân Giải phóng Nhân dân Trung Quốc.
Trước Chiến tranh kháng Nhật, "Sư đoàn Đức giới" là lực lượng được trang bị vũ khí ở mức độ cao nhất trong quân đội Trung Quốc, các binh sĩ được trang bị mũ tiêu chuẩn, có súng trường sản xuất ttrong nước theo mẫu súng trường Mauser do Đức chế tạo, súng máy nhẹ sản xuất trong nước phỏng theo ZB vz. 26 của Tiệp Khắc, súng máy MG 08... Sư đoàn Đức giới khi bắt đầu tác chiến với Nhật trong trận Thượng Hải còn có pháo hạng nặng sFH 18, 3 tiểu đoàn xe tăng - xe bọc thép mua của Đức, song sư đoàn này về cơ bản đã bị xóa sổ sau giao tranh tại Trận Thượng Hải và Trận Nam Kinh.
Hải quân Trung Hoa Dân Quốc thừa kế từ triều đại Thanh, giao lưu khá nhiều với Anh Quốc, tiếp đến là Nhật Bản. Năm 1928, khi thành lập Chính phủ Nam Kinh, Ủy viên trưởng Tưởng Giới Thạch bổ nhiệm Trần Thiệu Khoan là Bộ trưởng Bộ Hải quân kiêm tổng tư lệnh. Thời kỳ đầu, hạm đội ước tính có 44 tàu, trọng lượng rẽ nước hơn 30.000 tấn; tới trước khi kháng chiến bùng phát, hạm đội tăng lên đến 58 tàu, trên 58.000 tấn. Trước khi chiến tranh bùng phát vào năm 1937, hải quân biên thành bốn hạm đội, nhiệm vụ chủ yếu là yểm hộ lục quân tác chiến phòng thủ. Đến thời kỳ kháng Nhật, hải quân bị phá hủy hầu như hoàn toàn, phải đến khi tiếp nhận tàu từ Nhật Bản, Hoa Kỳ và Anh Quốc sau chiến tranh mới dần mở rộng biên chế, từ đó trở đi đối tượng giao lưu chủ yếu là Hoa Kỳ.
Không quân Trung Hoa Dân Quốc ban đầu là Cục Hàng không thành lập tại Đại Sa Đầu của Quảng Châu, đương thời chỉ có ba chiếc máy bay và hai chiếc máy bay huấn luyện JN-4 "Jenny". Năm 1927, Chính phủ Quốc dân thành lập Hàng không xứ, đến năm 1928 thì đổi thành Hàng không sảnh, chia thành 4 đội, tổng cộng có 24 chiếc máy bay. Sau Bắc phạt, quốc tế bãi bỏ cấm vận vũ khí áp đặt liên tục trong 10 năm với Trung Quốc. Từ năm 1934 trở đi, Chính phủ Nam Kinh hợp tác cùng Công ty Curtiss Wright của Hoa Kỳ lập xưởng chế tạo máy bay trung ương, và bắt đầu nhập khẩu linh kiện lắp ráp máy bay. Thời kỳ đầu, Không quân Trung Hoa Dân Quốc sử dụng Hawk-II và Hawk III đều do Hoa Kỳ sản xuất Từ năm 1937 đến năm 1941, Không quân Liên Xô cung cấp cho Chính phủ Quốc dân một lượng lớn I-15, I-16, SB-3, đồng thời Đội tình nguyện hàng không Liên Xô tham gia tác chiến kháng Nhật. Tỷ lệ chiến đấu cơ Hoa Kỳ trong không quân từng suy giảm, song sau khi Liên Xô rút viện trợ vào năm 1941, chính phủ lại bắt đầu sử dụng nhiều các loại máy bay của Hoa Kỳ. Ngoài ra, sau khi kháng chiến kết thúc, Chính phủ Quốc dân từng tiếp nhận một tốp Mosquito do Anh thiết kế, Canada sản xuất.

### Trường quân sự
Trường sĩ quan lục quân Bảo Định là học viện quân sự được thành lập sớm nhất, quy mô lớn nhất, chương trình chính quy nhất trong lịch sử giáo dục quân sự cận đại Trung Quốc. Từ năm 1912 đến năm 1923, tổng cộng đào tạo 9 khóa, với hơn 6300 người tốt nghiệp, trong đó không ít người về sau trở thành giảng viên Trường quân sự Hoàng Phố, đồng thời có hơn 1700 người tốt nghiệp từ đây trở thành tướng quân. Trường sĩ quan lục quân Trung Hoa Dân Quốc được thành lập vào năm 1924, là kết quả của Quốc-Cộng hợp tác lần thứ nhất, được dời đến Nam Kinh sau Bắc phạt, sau khi chiến tranh kháng Nhật bùng phát lại dời đến Thành Đô, đại bộ phận học viên tốt nghiệp trong thời kỳ từ 1949 về trước đều từng tham gia Bắc phạt, chiến tranh kháng Nhật hay nội chiến với cộng sản. Ngày 17 tháng 10 năm 1933, Đảng Cộng sản Trung Quốc thành lập Đại học Hồng binh Công-Nông Trung Quốc tại Thụy Kim, sau Trường chinh thì hợp nhất cùng Trường Chính trị Quân sự Hồng quân Thiểm Bắc thành Trường Hồng quân Công-Nông Tây Bắc, về sau phát triển thành Đại học Hồng quân kháng Nhật Tây Bắc của nước Cộng hòa Nhân dân Xô viết Trung Hoa. Tháng 4 năm 1937, trường này đổi tên thành Đại học Quân-Chính kháng Nhật Nhân dân Trung Quốc.
Thời kỳ đầu lập quốc, Trung Hoa Dân Quốc kế thừa một số trường huấn luyện hải quân của triều đình Thanh, tuy nhiên do nhân tố quân phiệt cát cứ nên năng lực chiến hạm bị phân tán, đến thời kỳ Chính phủ Nam Kinh thống nhất thì hiện tượng đấu tranh nội bộ giữa các phe phái và tỉnh cực kỳ nghiêm trọng. Việc chiến tranh bùng phát ở mức độ nhất định cũng là cơ hội để Chính phủ Quốc dân chỉnh đốn, do chiến hạm bị quân Nhật tiêu diệt, để mất khu vực duyên hải nên toàn bộ lực lượng hải quân chuyển đến Tứ Xuyên, đơn vị huấn luyện hải quân chỉ còn lại Trường Hải quân Mã Vĩ Phúc Châu do Mân hệ nắm giữ.
Cơ cấu đào tạo không quân của Trung Hoa Dân Quốc bắt đầu sớm nhất vào năm 1913 khi Chính phủ Bắc Dương cho lập Trường Hàng không Nam Uyển, hoạt động tổng cộng được 15 năm, đào tạo được 4 khóa với tổng cộng 158 học viên phi hành. Năm 1924, Tôn Trung Sơn sáng lập Trường Phi cơ Quân sự tại Quảng Châu, lựa chọn 8 người tốt nghiệp Trường quân sự Hoàng Phố đi học tập phi hành. Năm 1929, Chính phủ Quốc dân lập ban hàng không thuộc Trường sĩ quan lục quân Trung ương tại Nam Kinh. Năm 1932, ban này đổi tên thành "Trường Hàng không Chính phủ Quốc dân", địa điểm tại Hàng Châu. Sau khi hành chiến bùng phát, trường chuyển đến Côn Minh, đến năm 1938 thì chính thức được đặt tên là "Trường Sĩ quan Không quân", sau kháng chiến trường trở về Hàng Châu.

## Kinh tế

### Phát triển kinh tế
Sau khi thành lập Trung Hoa Dân Quốc, Tôn Trung Sơn đề xuất doanh nghiệp cứu quốc, có không ít Hoa kiều kinh doanh tại Nhật Bản mời kỹ sư Nhật Bản đến Trung Quốc mở nhà máy diêm, song các nhà máy này phải dựa vào kỹ thuật, máy móc, nguyên liệu của Nhật Bản để sản xuất. Năm 1920, Lưu Hồng Sinh lập ra xưởng diêm Hồng Sinh Tô Châu. Năm 1927, diêm Thụy Điển bán phá giá tại Trung Quốc, xưởng diêm Hồng Sinh khó khăn trong cạnh tranh, do đó liên hiệp cùng hai doanh nghiệp dân tộc khác để hợp thành Công ty Cổ phần hữu hạn diêm Đại Trung Hoa Thượng Hải. Năm 1931, Công ty diêm Đại Trung Hoa một năm sản xuất 150 nghìn hộp diêm, đương thời là doanh nghiệp diêm dân tộc có quy mô lớn nhất toàn quốc. Tháng 5 năm 1933, sản phẩm của Công ty diêm Đại Trung Hoa được trưng bày tại Triển lãm thế giới Chicago, diêm chất lượng cao và hộp diêm giàu đặc sắc văn hóa phương đông khiến cho rất nhiều khách tham quan khâm phục ngành công nghiệp diêm Trung Quốc. Sau khi Nhật Bản xâm chiếm Trung Quốc, Công ty diêm Đại Trung Hoa bị quân Nhật xác định là tài sản của địch nên bị thực thi quân quản, Công ty buộc phải ngừng sản xuất. Năm 1912, Phương Dịch Tiên lập ra Công nghiệp xã Hóa học Trung Quốc, là công xưởng hóa phẩm có quy mô lớn nhất Trung Quốc đương thời, sản xuất "hương muỗi Tam Tinh" nổi tiếng toàn quốc, "kem đánh răng Tam Tinh" là loại kem đánh răng đầu tiên của Trung Quốc, xà phòng giặt hiệu "Tiễn Đao", cạnh tranh với sản phẩm công nghiệp nhẹ của ngoại quốc, được tán tụng là "quốc hóa đại vương". Ngày 25 tháng 7 năm 1940, Phương Dịch Tiên bị đặc vụ của Nhật sát hại.
Năm 1915, Tổng thống Viên Thế Khải mời kỹ sư quân sự từ các quốc gia như Đức, Đan Mạch, giao ước mua máy móc chế tạo từ công xưởng quân sự tại bang Connecticut, Hoa Kỳ để thành lập xưởng vũ khí Củng Huyện. Năm 1919, xưởng này chính thức đi vào sản xuất, là một trong bốn xưởng vũ khí lớn tại Trung Quốc đương thời. Năm 1938, xưởng vũ khí Củng Huyện bị máy bay Nhật Bản oanh tạc, phải ngưng hoạt động hoàn toàn. Năm 1921, Phụng hệ quân phiệt Trương Tác Lâm hạ lệnh thiết lập xưởng quân giới Phụng Thiên. Tháng 4 năm 1922, xưởng này đổi tên thành xưởng vũ khí Đông Tam Tỉnh, là xưởng vũ khí có quy mô lớn nhất toàn quốc vào đương thời. Năm 1931, xưởng chế tạo thử nghiệm thành công súng trường tự động 10 viên, song sau sự kiện ngày 18 tháng 9 năm 1931 thì bị quân Nhật chiếm lĩnh. Ngày 2 tháng 12 năm 1948, xưởng vũ khí Thẩm Dương bị Đảng Cộng sản Trung Quốc tiếp thu, trở thành trung tâm sản xuất súng cầm tay lớn nhất đương thời. Năm 1919, Công ty cổ phần hữu hạn quặng sắt Long Yên do chính phủ và tư nhân hợp tác được thành lập, sau đó quyết định lập xưởng luyện gang tại Thạch Cảnh Sơn Bắc Kinh Đầu năm 1922, xưởng luyện gang Thạch Cảnh Sơn đã xây dựng được 2 lò nung sắt 250 tấn, 4 lò hơi, công trình đã hoàn thành được 80%, song do thiếu vốn nên buộc phải ngừng xây dựng. Sau năm 1938, Công ty Hưng Trung do Nhật Bản khống chế đã chiếm lĩnh xưởng luyện gang Thạch Cảnh Sơn, biến nó thành căn cứ gang thép hậu phương của quân Nhật. Từ năm 1919 đến năm 1949, xưởng gang thép Thạch Cảnh Sơn sản xuất được 286.000 tấn sản phẩm.
Từ năm 1931 đến năm 1936, tốc độ tăng trưởng của ngành công nghiệp Trung Quốc đạt 9,3%, tình hình kinh tê-xã hội xuất hiện xu thế phát triển sôi nổi. Giá trị sản lượng công nông nghiệp của Trung Quốc đạt mức cao nhất cho đến thời điểm đó. Thời kỳ này, ngành điện lực mỗi năm tăng trưởng 9,4%, ngành than đá đạt 7%, ngành xi măng đạt 9,6%, ngành thép đạt 40%. Trên phương diện nông nghiệp, tiến hành xây dựng nông thôn với ba chủ thể lớn là hương thôn tự trị, hợp tác xã và bình quân giáo dục, cung cấp lượng lớn nguyên vật liệu và thực vật, đồng thời bắt đầu tiếp nhận chế độ kinh tế hiện đại do thị trường điều khiển.

### Cải cách tiền tệ
Sau khi thành lập, Trung Hoa Dân Quốc lập tức thi hành nghiêm ngặt cải cách kinh tế, thống nhất tiền tệ, cải cách tình trạng hỗn loạn của chế độ tiền tệ từ thời Thanh mạt. Năm 1912 và 1913, Bộ Tài chính Trung Hoa Dân Quốc từng hai lần thiết lập Ủy ban chế độ tiền tệ, thảo luận vấn đề tiền tệ của quốc gia, song không đạt kết quả. Ngày 7 tháng 2 năm 1914, chính phủ công bố "Điều lệ Quốc tệ", quy định Trung Quốc sử dụng bản vị bạc, dùng đồng bạc làm quốc tệ. Tháng 12 năm 1914 và tháng 2 năm 1915, lần lượt Tổng xưởng sản xuất tiền Thiên Tân và Xưởng sản xuất tiền Giang Nam bắt đầu đúc tiền bạc mới có giá trị 1 nguyên. Năm 1935, Chính phủ Quốc dân ban hành pháp định mới, kết thúc gần 500 năm Trung Quốc sử dụng chế độ bản vị bạc. Năm 1918, sở Giao dịch chứng khoán đầu tiên của Trung Quốc được thành lập tại Bắc Kinh. Năm 1927, Chính phủ định đô tại Nam Kinh, trung tâm phát hành công trái cũng dời theo, sở giao dịch chứng khoán Bắc Bình bị mất ưu thế, tình hình kinh doanh xấu đi. Sau khi Chiến tranh kháng Nhật bùng phát toàn diện, Sở giao dịch chứng khoán Bắc Bình ngừng làm việc vào đầu năm 1939.
Chính phủ Quốc dân phát hành lượng lớn "pháp tệ", khiến Trung Quốc lâm vào siêu lạm phát, Lượng phát hành tiền tệ từ 556,9 tỷ năm 1945, năm 1946 tăng lên hơn 8,2 nghìn tỷ nguyên, năm 1948 tăng lên 660 nghìn tỷ. Năm 1947, phát hành tiền giấy mệnh giá cao nhất là 50 nghìn, trong năm 1948 đạt đến 180 triệu. Tháng 8 năm 1948, Chính phủ Quốc dân thi hành cải cách chế độ tiền tệ, sử dụng "kim viên khoán" mới phát hành để thay thế cho "pháp tệ", kết quả là trong vòng 10 tháng, mệnh giá "kim viên khoán" tăng đến 10 triệu, giảm giá trị hơn 20 nghìn lần, khiến dân chúng Đại lục tổn thất cực lớn về kinh tế, ngân hàng tỉnh Tân Cương thậm chí còn phát hành tiền giấy mệnh giá 6 tỷ. Tháng 7 năm 1949, Chính phủ Trung Hoa Dân Quốc phát hành "ngân viên khoán" để thay thế "kim viên khoán" đã gần như mất hết giá trị. Trong khi đó, tình hình chính trị tại Đại lục có biến động, "ngân viên khoán" do đó cũng sụt giá mạnh, cuối cùng bị Nhân dân tệ do Đảng Cộng sản Trung Quốc phát hành thay thế Trong khi đó, "Đài tệ" do Chính phủ Trung Hoa Dân Quốc phát hành tại Đài Loan cũng sụt giá mạnh, gây nên siêu lạm phát, do đó trong tháng 6 năm 1949 Chính phủ Trung Hoa Dân Quốc phải phát hành "Tân Đài tệ" để thay thế.

### Cơ sở hạ tầng
Năm 1933, tổng chiều dài đường điện thoại toàn quốc là trên 14.800 km, đến năm 1936 tăng lên đến hơn 48.000 km.:846 Ngành đường sắt phát triển trên cơ sở từ thời Thanh, đồng thời tiếp tục mở rộng. Từ năm 1927 đến năm 1937, Chính phủ Quốc dân tổng cộng xây dựng 3.793 km đường sắt. Sau khi kết thúc đại chiến vào năm 1945, toàn quốc có ước tính có 30.190 km, gồm cả các đoạn được xây dựng trên lãnh thổ từng bị Nhật chiếm đóng.
Năm 1928, Bộ Giao thông khởi thảo kế hoạch công lộ toàn quốc, lấy Lan Châu làm trung tâm công lộ, phân công lộ toàn quốc thành ba loại là quốc đạo, tỉnh đạo, huyện đạo, dự kiến hoàn thành trong 10 năm. Năm 1928, toàn quốc tổng cộng có 29.127 km công lộ. Chính phủ Quốc dân đưa xây dựng công lộ vào hàng chính yếu trong xây dựng kinh tế quốc gia. Tháng 5 năm 1932, Ban trù bị Ủy ban Kinh tế toàn quốc nhận nhiệm vụ giám sát xây dựng công lộ liên kết ba tỉnh Giang Tô, Chiết Giang, An Huy. Đến cuối tháng 6 năm 1936, các tỉnh hoàn thành công lộ liên kết tổng cộng dài hơn 21.000 km, trên 30.000 km công lộ có thể qua lại. Từ năm 1935 đến năm 1936, xây dựng công lộ Tây An-Lan Châu ước tính dài 700 km, công lộ Bảo Kê-Hán Trung dài hơn 250 km, công lộ Hán Trung-Thất Bàn Quan dài hơn 150 km. Đến cuối năm 1936, toàn quốc tổng cộng có 108.117 km công lộ, mạng lưới công lộ Trung Quốc hoàn thành về cơ bản. Trước khi bùng phát chiến tranh kháng Nhật, Chính phủ Quốc dân xây dựng được 80.000 km công lộ, tạo điều kiện cho kinh tế Trung Quốc phát triển.

### Khoa học và Kỹ thuật
Do tình trạng quân phiệt cát cứ, cùng với các cường quốc phương Tây cướp đoạt tài sản vật chất tại các tô giới, cộng thêm Nhật Bản xâm chiếm và Quốc-Cộng nội chiến, khoa học-kỹ thuật Trung Hoa Dân Quốc phát triển chậm chạp. Năm 1912, Chiêm Thiên Hựu mở "Hội Kỹ sư Trung Sơn" với trụ sở tại Quảng Châu, đến năm 1949 toàn quốc có tổng cộng 150 đoàn thể khoa học-kỹ thuật. Năm 1928, Chính phủ Quốc dân cho lập "Viện Nghiên cứu Trung ương", Thái Nguyên Bồi đảm nhiệm chức vụ viện trưởng đầu tiên, đồng thời lập ra "chế độ bình nghị học thuật" và "chế độ viện sĩ", tổng cộng có 81 viện sĩ. Đồng thời kỳ, "Viện Nghiên cứu Bắc Bình" và "Viện Khoa học Tây bộ Trung Quốc" và các viện khoa học địa phương khác được lập ra, một số đại học lập viện nghiên cứu. Năm 1930, Viện Nghiên cứu Trung ương lập ra các sở nghiên cứu vật lý, hóa học, công trình, địa chất, thiên văn, đặt cơ sở cho khoa học kỹ thuật Trung Quốc đại lục và Đài Loan.
Trong lĩnh vực toán học, Trung Hoa Dân Quốc có một số nhà toán học kiệt xuất phải kể đến như Trần Kiến Công, Tô Bộ Thanh, Hoa La Canh. Ngô Hữu Huấn là người tiên phong và khai sáng vật lý học cận đại Trung Quốc. Đại biểu của lĩnh vực hóa học là Hầu Đức Bảng, nhờ ông mà kỹ thuật sản xuất kiềm của Trung Quốc đứng hàng đầu thế giới. Năm 1926, ông chế tạo được natri cacbonat đầu tiên tại châu Á, lấy "hồng tam giác" làm thương hiệu, giành giải vàng tại Triển lãm thế giới Philadelphia tại Hoa Kỳ, Triển lãm thương phẩm quốc tế Thụy Sĩ. Năm 1939, Hầu Đức Bảng phát minh "cách chế kiềm liên hiệp". Trúc Khả Trinh là người tiên phong trong lĩnh vực khí tượng học Trung Quốc, sáng lập khí tượng học hiện đại Trung Quốc. Lý Tứ Quang là đại biểu cho giới địa chất học Trung Quốc, ông từng theo học tại Nhật Bản, học tập đóng thuyền, muốn đóng tàu cần có sắt thép, ông lại sang Anh học tập địa chất học nhằm tìm kiếm quặng sắt. Thập niên 1920, ông đề xuất lý luận "địa chất lực học", nhờ đó tại các địa phương phát hiện tài nguyên dầu mỏ, phủ định luận điểm Trung Quốc nghèo dầu của giới khoa học phương Tây. Trên phương diện kiến trúc học, Mao Dĩ Thăng thiết kế và kiến tạo cầu Tiền Đường Giang, là cầu hai tầng đường bộ và đường sắt đầu tiên của Trung Quốc. Lương Tư Thành, Lâm Huy Nhân kế thừa và phát triển "phong cách kiến trúc dân tộc truyền thống Trung Quốc".

## Xã hội

### Nhân khẩu
Thời kỳ 1911-1936, nhân khẩu Trung Quốc tăng từ 410 triệu lên 530 triệu, mỗi năm tăng trưởng 1,03%. Mặc dù trong thời kỳ kháng chiến chống Nhật từng xuất hiện giảm dân số do chiến tranh, song đến cuối năm 1949 vẫn đạt 540 triệu. Từ thời kỳ Dân quốc, mô hình nhân khẩu Trung Quốc bắt đầu chuyển biến từ thời đại truyền thống tỷ suất sinh cao, tỷ suất tử cao, tỷ suất tăng trưởng thấp, sang tỷ suất sinh cao - tỷ suất tử thấp, tỷ suất tăng trưởng cao, nguyên nhân là tiến bộ kinh tế-xã hội và y học thời kỳ Dân quốc. Do chiến loạn nên khả năng kháng cự tai họa của xã hội giảm sút, thiên tai nhân họa gây nên lượng lớn người tử vong phi tự nhiên.
| 1913 | 432.000.000 |
| 1928 | 474.780.000 |
| 1939 | 517.568.000 |
| 1947 | 457.111.000 |
| 1948 | 461.000.000 |

| Thời gian                 | Sự kiện                     | Số người tử vong            |
| ------------------------- | --------------------------- | --------------------------- |
| 16 tháng 12 năm 1920      | Động đất Hải Nguyên         | 234 nghìn                   |
| tháng 7-8 năm 1922        | Bão Sán Đầu                 | 50-100 nghìn                |
| 23 tháng 5 năm 1927       | Động đất Cổ Lãng            | 41,5 nghìn                  |
| 1928                      | Mất mùa năm 1928            | 1 triệu                     |
| 1931                      | Lũ lụt Trường Giang-Hoài Hà | 145 nghìn                   |
| 25 tháng 8 năm 1933       | Động đất Điệp Khê           | 9 nghìn                     |
| 9 tháng 6 năm 1938        | Phá đê Hoa Viên Khẩu        | 893 nghìn                   |
| 13 tháng 11 năm 1938      | Hỏa hoạn Trường Sa          | 30 nghìn (có thể nhận diện) |
| hè năm 1941-xuân năm 1943 | Nạn đói Hà Nam              | 288 nghìn-1,485 triệu       |

### Cải cách giáo dục
Năm 1912, Chính phủ Bắc Dương công bố "Học chế Nhâm Tý-Quý Sửu", phân thành ba giai đoạn là giáo dục sơ đẳng (7 năm), giáo dục trung đẳng (4 năm) và giáo dục cao đẳng (đại học là 6-7 năm, giáo dục chuyên môn là 4 năm). Tháng 11 năm 1922, Chính phủ Bắc Dương ban hành "Học chế Nhâm Tuất", đánh dấu xác lập thể chế giáo dục hiện đại tại Trung Quốc. Thời kỳ Chính phủ Bắc Dương, chính phủ mô phỏng chế độ giáo dục của Nhật Bản, thiết lập lượng lớn trường chuyên môn và đại học đơn khoa. Sau khi Chính phủ Quốc dân Bắc phạt, chế độ giáo dục của Hoa Kỳ trở thành chủ lưu. Những năm đầu Dân quốc, số trường Cơ Đốc giáo tại Trung Quốc đạt đến sáu nghìn, số học sinh theo học đạt ba trăm nghìn. Về sau này, do chủ nghĩa dân tộc dâng cao, Trung Quốc nổ ra phong trào ngăn chặn các trường Cơ Đốc giáo, sau khi Chính phủ Quốc dân thành lập, các trường Cơ Đốc giáo phải đăng ký với Bộ Giáo dục, không được ép buộc học chương trình tôn giáo, hay cưỡng chế tín ngưỡng và lễ bái tôn giáo. Đến thời kỳ năm 1948, ngoại trừ Nội-Ngoại Mông Cổ, Hắc Long Giang, Ninh Hạ, Hà Bắc, Thanh Hải, Tây Tạng, Tân Cương, các tỉnh thành khác đều có một đại học tổng hợp quốc lập. Sau sự kiện 18 tháng 9 năm 1931, khu vực Đông Bắc thực thi giáo dục Nhật Bản hóa: tuyệt đại bộ phận giáo viên là người Nhật Bản, dùng tiếng Nhật giảng dạy, các trường trung tiểu học mỗi ngày phải bái vọng Hoàng đế Mãn Châu Quốc và Thiên hoàng Nhật Bản, học sinh phải đọc thuộc lòng bằng tiếng Nhật "Quốc dân huấn".
Năm 1918, Bộ Giáo dục công bố một phương án chữ cái chú âm tiếng Hán gồm 37 chữ cái, dù đây không phải là một phương án latinh hóa trực tiếp, song phương pháp dùng dấu hiệu để biểu thị thanh điệu được duy trì đến phương án bính âm tiếng Hán hiện nay. Năm 1928, Bộ Giáo dục công bố phương án bính âm latinh hóa thứ nhất-chữ La Mã Quốc ngữ, đặc điểm là dùng chữ cái để biểu thị thanh điệu。Năm 1935, Bộ Giáo dục công bố "bảng chữ giản thể phê chuẩn lần thứ nhất", tổng cộng có 324 chữ. Tuy nhiên, lần giản hóa này gây ra náo động lớn, Viện trưởng Khảo thí viện Đới Quý Đào đặc biệt phản đối. Tháng 2 năm 1936, Bộ Giáo dục theo mệnh lệnh của Hành chính viện, ra lệnh tạm hoãn thi hành phương án chữ giản thể

### Hoạt động xã hội

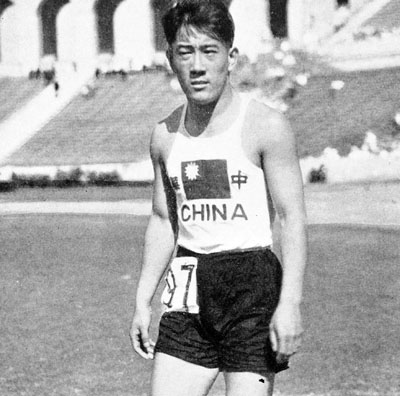
Lưu Trường Xuân tham gia Thế vận hội Los Angeles năm 1932

Sau Cách mạng Tân Hợi, với việc chế độ chuyên chế sụp đổ, báo chí tư nhân tại Trung Quốc bước vào một thời kỳ phát triển thịnh vượng. Năm 1913, toàn quốc có hơn 500 tờ báo, mức độ tự do ngôn luận tương đối phát triển. Sau khi Tống Giáo Nhân bị sát hại vào năm 1913, do giới tin tức tường thuật sâu sắc khiến Chính phủ Bắc Dương rất bất mãn. Do đó, Viên Thế Khải tiến hành cấm chỉ và chỉnh đốn ngành báo toàn quốc, khiến lượng lớn ký giả gặp họa, ngành báo tiêu điều, sự kiện được gọi là "Quý Sửu báo tai". Trước khi Chiến tranh Thái Bình Dương bùng phát vào năm 1941, lần lượt phát hành tại Trùng Khánh hơn 200 báo dân doanh, thông tấn xã, trừ "Tân Hoa nhật báo" và "Tạp chí Quần chúng" của Đảng Cộng sản, còn có "Quốc dân công báo", "Thời sự tân báo", Tây Nam nhật báo" cùng vô số báo chí, không chỉ được tự do trong các vấn đề kinh tế và dân sinh, mà trong vấn đề chính trị cũng không chịu hạn chế. Thậm chí đến sau khi nội chiến bùng phát vào nửa cuối năm 1946, do trên danh nghĩa đang tiến hành đàm phán nên Chính phủ Quốc dân vẫn cho phép "Tân Hoa nhật báo" phát hành tại khu vực họ kiểm soát.
Phong trào xã hội trong lịch sử cận đại Trung Quốc phần nhiều bắt nguồn từ tình cảm chủ nghĩa dân tộc. Phong trào chính trị trọng yếu thời kỳ Trung Hoa Dân Quốc tại Đại lục là Phong trào Ngũ Tứ năm 1919 do thanh niên học sinh làm chủ nhằm kháng nghị Chính phủ Bắc Dương yếu kém về ngoại giao, một trong những khẩu hiệu nổi danh nhất là "ngoại tranh quốc quyền, nội trừng quốc tặc". Ngày 30 tháng 5 năm 1925, tại các nơi như Thanh Đảo, Thượng Hải bùng phát Phong trào Ngũ Tạp kháng nghị xưởng bông sợi Nhật Bản sa thải và hành hung phi pháp công nhân, có 13 người tử vong do bị trấn áp. Ngày 18 tháng 3 năm 1926, Quốc dân đảng và Cộng sản đảng cùng phát động phong trào phản đế tại Bắc Kinh, yêu cầu phế trừ tất cả điều ước bất bình đẳng, bị Chính phủ Bắc Dương trấn áp bằng vũ lực.:370 Ngày 9 tháng 12 năm 1935, Đảng Cộng sản Trung Quốc thông qua "Bắc Bình học liên" phát động Phong trào 9 tháng 12, yêu cầu "đình chỉ nội chiến, nhất trí kháng Nhật" Tháng 2 năm 1946, học sinh Trung Quốc kháng nghị Liên Xô xâm phạm chủ quyền Trung Quốc, gọi là Phong trào phản Xô. Các phong trào cải cách trong thời kỳ này có phong trào cải tạo hí kịch Trung Quốc năm 1926 do phần tử tri thức phát động, yêu cầu phát triển hí kịch mang đặc sắc dân tộc Trung Quốc. Từ năm 1934 đến năm 1949 Chính phủ Trung Hoa Dân Quốc phát động phong trào giáo dục công dân, đề xướng kỷ luật, phẩm đức, trật tự, ngăn nắp.
Hội Hiệp tiến Thể dục Toàn quốc Trung Hoa được thành lập vào ngày 24 tháng 8 năm 1924, năm 1931 được Ủy ban Olympic Quốc tế thừa nhận là Ủy ban Olympic Trung Quốc. Năm 1932, vận động viên người Đông Bắc Lưu Trường Xuân cự tuyệt đại diện cho Mãn Châu Quốc, mà đại diện cho Trung Hoa Dân Quốc tham gia Thế vận hội, cũng là lần đầu tiên Trung Quốc tham gia Thế vận hội. Đến Thế vận hội 1936, Trung Hoa Dân Quốc chính thức tổ chức đội đại biểu quy mô lớn sang Berlin, Đức thi đấu 7 môn. Trong Thế vận hội 1948 tại Luân Đôn, đoàn đại biểu Trung Quốc tham gia thi đấu 5 môn.

## Văn hóa

### Tư tưởng
Phong trào Tân văn hóa nảy sinh vào những năm đầu Dân quốc có ảnh hưởng sâu rộng đến văn hóa Trung Quốc, đánh dấu giới tri thức Trung Quốc phá vỡ chủ nghĩa Trung Quốc trung tâm, phủ nhận giá trị văn hóa tự thân, đồng nhất văn hóa phương Tây với chế độ dân chủ cộng hòa, hướng tới chủ nghĩa châu Âu trung tâm. Văn hóa truyền thống Trung Quốc phải chịu sự cạnh tranh chưa từng có với Tây học. Do ảnh hưởng của Phong trào Tân văn hóa, phái cấp tiến mà đại biểu là Trần Độc Tú đề xướng dân chủ và khoa học, phê phán văn hóa truyền thống, truyền bá tư tưởng chủ nghĩa Marx; phái ôn hòa với đại biểu là Hồ Thích lại phản đối chủ nghĩa Marx, ủng hộ phong trào Bạch thoại văn, chủ trương lấy chủ nghĩa thực dụng thay thế học thuyết Nho gia. Đầu năm 1912, Trung Hoa Dân Quốc ban bố một loạt lệnh cải cách văn hóa như cấm chỉ bó chân, phế bỏ nghi thức quỳ bái, đình chỉ trường học giáo dục đọc kinh.

### Văn học
Đến cuối thập niên 1910, các tác gia và học giả phát động một phong trào cải cách văn học và ngữ văn, phản đối văn ngôn văn, đề xướng Bạch thoại văn. Hồ Thích phát biểu về cải cách văn học trong "Tân thanh niên" số tháng 1 năm 1917, đề xuất tám chủ trương như không mô phỏng cổ nhân, không tránh tục từ tục ngữ... đồng thời nhận định văn học Bạch thoại là dòng chính của văn học Trung Quốc Phong trào Tân văn học phê phán triệt để văn học phong kiến, khai sáng thế hệ văn học mới, xúc tiến hình thành hội nghiên cứu văn học, sáng tạo xã và các đoàn thể tân văn học khác, đột ngột xuất hiện lượng lớn tiểu thuyết gia, hí kịch gia, thi nhân, tạp văn gia kiệt xuất. Tháng 5 năm 1942, Mao Trạch Đông tại Hội tọa đàm văn nghệ Diên An có phát biểu đề xướng văn nghệ can dự chính trị, vì công-nông-binh phục vụ, có ảnh hưởng sâu rộng đối với phát triển văn nghệ sau này. Thập niên Diên An 1940, đại biểu của văn học cộng sản là "Tiểu Nhị Hắc kết hôn" của Triệu Thụ Lý, "Thái dương chiếu tại Tang Can hà thượng" của Đinh Linh, "Bạo phong sậu vũ" của Chu Lập Ba, "Bạch mao nữ" của Hạ Kính Chi và Đinh Nghị

### Nghệ thuật
Thời kỳ Dân quốc, các tài năng nghệ thuật liên tục xuất hiện. Thời kỳ đầu Dân quốc, trong lĩnh vực âm nhạc chủ yếu là đề tài thể hiện kháng cự Nhật Bản xâm lược, như "Nghĩa dũng quân tiến hành khúc" của Điền Hán, Niếp Nhĩ; "Hoàng Hà đại hợp xướng" của Tiển Tinh Hải. Họa sĩ tranh thủy mặc nổi tiếng thời kỳ đầu Dân quốc Từ Bi Hồng giỏi về vẽ ngựa, kỹ thuật dung hợp từ Trung Quốc và phương Tây; Tề Bạch Thạch thì dung hợp tranh thủy mặc truyền thống và hội họa dân gian, giỏi về vẽ tôm, hoa, chim, cá. Từ thập niên 1920 đến thập niên 1940, tổng cộng có 18 bộ phim trong nước đi ra thế giới, trong đó "Ngư quang khúc" của đạo diễn nổi tiếng Thái Sở Sinh năm 1934 được giải thưởng tại Liên hoan Điện ảnh Quốc tế Moskva. Ngôi sao điện ảnh Trung Quốc thập niên 1930 có Hồ Điệp, Nguyễn Linh Ngọc, Kim Diễm, Trần Yến Yến, Vương Nhân Mỹ và những người khác..

### Lịch và các ngày lễ
Trung Hoa Dân Quốc sau khi thành lập đã phế bỏ lịch Tuyên Thống, lấy Dân quốc làm lịch quốc gia. Phương thức lịch này lấy năm 1912 theo Tây lịch, tức năm lập quốc là năm đầu tiên, ngày tháng và quy tắc nhuận đồng nhất với Tây lịch. Sau khi nước Cộng hòa Nhân dân Trung Hoa thành lập, Đại lục dừng sử dụng lịch Dân quốc, chỉ sử dụng năm theo Tây lịch. Tuy nhiên, khu vực Đài Loan do Trung Hoa Dân Quốc thống trị tiếp tục sử dụng lịch Dân quốc cho đến nay.
| Ngày        | Tên ngày lễ                 | Ghi chú |
| ----------- | --------------------------- | --- |
| 1 tháng 1   | Năm mới                     | Sau khi thành lập Trung Hoa Dân Quốc, Tôn Trung Sơn đã đổi tên ngày đầu tiên của tháng đầu tiên của lịch mùa hè thành Lễ hội mùa xuân và "ngày 1 tháng 1" là "Tết Dương lịch", vì vậy hãy theo thời gian nông nghiệp. |
| 5 tháng 3   | Ngày Hướng đạo sinh         | Kể từ khi Ủy ban điều hành trung ương thứ hai của Trung Quốc Quốc dân Đảng thành lập Hội Hướng đạo sinh vào ngày 5 tháng 3 năm 1926, do đó, vào năm 1935, ủy ban lại quyết định tổ chức ngày 5 tháng 3 hàng năm với tư cách là Ngày hội Hướng đạo sinh. |
| 25 tháng 3  | Ngày Mĩ thuật               | Vào tháng 5 năm 1940, Học viện Mỹ thuật Trung Quốc đã tổ chức cuộc họp nghệ thuật thường niên đầu tiên. Trong cuộc họp, nó đã được quyết định nộp đơn cho Bộ Giáo dục và đặt ngày 3 tháng 3 mỗi năm như một lễ hội nghệ thuật. Ba năm sau, Bộ Giáo dục đã phê chuẩn nghị quyết, nhưng lễ hội nghệ thuật đã được lên kế hoạch vào ngày 25 tháng 3.                                                                         |
| 29 tháng 3  | Ngày Tuổi trẻ               | Vào ngày 29 tháng 3 năm 1943, Đoàn Thanh niên Tam Dân Quốc dân Đảng đã triệu tập Đại hội toàn quốc đầu tiên, tổ chức rằng, Khởi nghĩa Quảng Châu vào ngày 27 tháng 4 năm 1911 có ý nghĩa quan trọng hơn phong trào ngày 4 tháng 5 năm 1919. Do đó, Đại Hội đồng chỉ định ngày 29 tháng 3 hàng năm là Ngày Tuổi trẻ Trung Hoa Dân Quốc. Năm 1948, Tưởng Giới Thạch tuyên bố ngày này là Ngày Tưởng niệm Liệt sĩ Cách mạng. |
| 4 tháng 4   | Ngày Thiếu nhi              | Năm 1931, Khổng Tường Hy khởi xướng thành lập Hiệp hội từ thiện trẻ em Trung Quốc đề nghị ngày 4 tháng 4 được chỉ định là Ngày thiếu nhi để đánh giá quyền trẻ em và chống lại lạm dụng trẻ em. |
| 14 tháng 8  | Ngày Không quân             | Năm 1940, để kỷ niệm Trận Không quân ngày 14 tháng 8, Chính phủ Quốc dân đã quyết định chỉ định ngày 14 tháng 8 là "Lễ hội Không quân" hàng năm.. |
| 27 tháng 8  | Ngày sinh Khổng Tử          | Chính phủ quốc gia Trung Hoa Dân Quốc đưa ra lịch phương Tây kỷ niệm 27 tháng 8 năm sinh năm 1952, Nhân dân điều hành sẽ được thay thế bằng ngày sinh Khổng Tử ngày 28 tháng 9 năm 1939, Năm 1952, Nhân dân điều hành đã thay đổi ngày sinh của Khổng Tử thành ngày 28 tháng 9. Tuy nhiên, Giang Hiểu Nguyên và những người khác tin rằng ngày này vẫn sai.                                                               |
| 1 tháng 9   | Ngày Ký Giả                 | Vào ngày 1 tháng 9 năm 1933, Chính phủ Quốc dân đã ban hành lệnh "Bảo vệ nhà báo và bảo trì các cơ quan công luận". Vào tháng 8 năm 1934, Hiệp hội Báo chí Hàng Châu đề nghị với báo chí quốc gia rằng ngày 1 tháng 9 phải là "Ngày Ký Giả", được cả nước công nhận. |
| 3 tháng 9   | Ngày Chiến thắng chống Nhật | Chính phủ Trung Hoa Dân Quốc quy định rằng ngày 3 tháng 9 (một ngày sau ngày ký văn kiện Nhật Bản đầu hàng) sẽ là ngày kỷ niệm chiến thắng của Chiến tranh Kháng chiến chống Nhật, Lễ hội được đổi thành Ngày Quân đội năm 1955 . |
| 10 tháng 10 | Ngày Song Thập              | Vào ngày 28 tháng 9 năm 1912, Thượng viện lâm thời Chính phủ Bắc Kinh, Ngày bùng nổ của cuộc nổi dậy Wuchang vào năm 1911, ngày 10 tháng 10, lịch Gregory, được chỉ định là Ngày Quốc khánh Trung Hoa Dân Quốc. |
| 25 tháng 10 | Ngày Tái Độc lập            | Vào tháng 8 năm 1946, Văn phòng Thống đốc điều hành Đài Loan và ban hành lệnh, ngày 25 tháng 10 được chỉ định là "Ngày Tái Độc lập".. |